# Musikjahr 1988
Liste der Musikjahre

◄◄ | ◄ | 1984 | 1985 | 1986 | 1987 | Musikjahr 1988 | 1989 | 1990 | 1991 | 1992 | ► | ►►

Weitere Ereignisse · Country-Musik
Dieser Artikel behandelt das Musikjahr 1988.
Zu den erfolgreichsten Künstlern gehörte George Michael. Sein Debütsoloalbum Faith mit der gleichnamigen Hitsingle – die meistverkaufte Single in den USA – war dort zwölf Wochen auf Platz eins, nur übertroffen vom Soundtrack zum Film Dirty Dancing mit 18 Wochen auf Platz eins in den USA. Auch in Deutschland und der Schweiz war Dirty Dancing das erfolgreichste Album, während bei den Singles in Deutschland Girl You Know It’s True von Milli Vanilli dominierte.

## Ereignisse

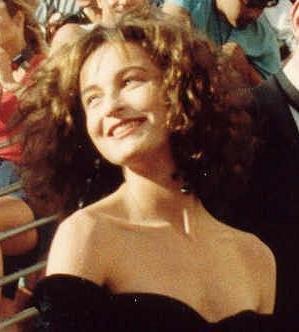
Jennifer Grey spielte „Baby“ in Dirty Dancing

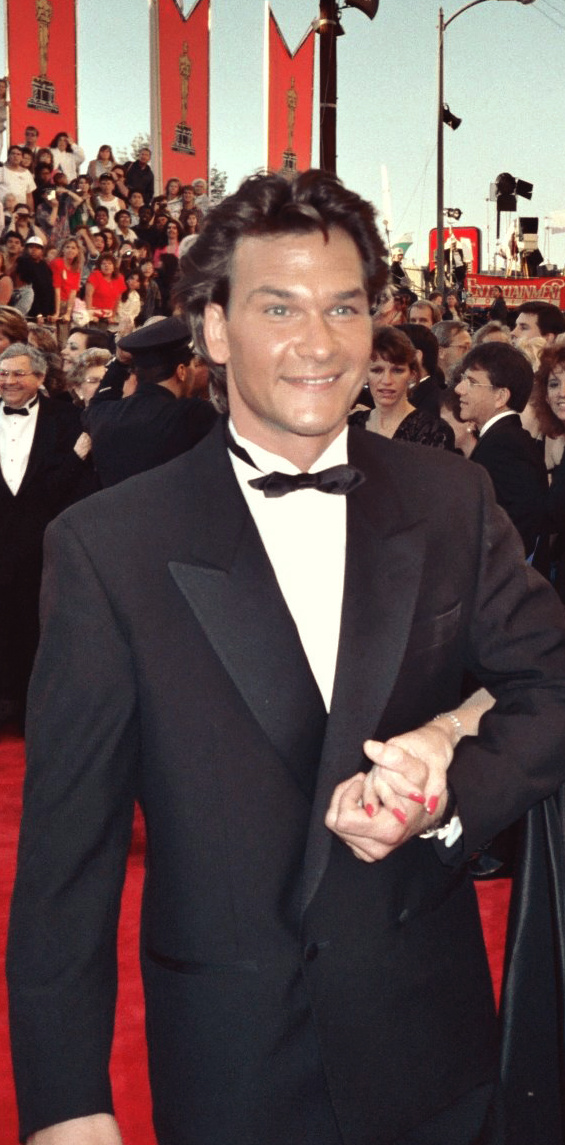
Patrick Swayze (hier 1989) spielte Johnny in Dirty Dancing und sang auch She’s Like the Wind auf dem Soundtrack

### Populäre Musik und Jazz
- 09. Januar: Die britische Rockband Supertramp startet in Rio de Janeiro ihre World Migration Tour.
- 15.–24. Januar: Erstmals findet das Rock- und Bluesfestival Jugend im Palast im Ost-Berliner Palast der Republik statt.
- 23. Januar: Nirvana nehmen in Seattle innerhalb von wenigen Stunden ihre ersten im Studio produzierten Songs auf.
- 25. Februar: Der US-amerikanische Singer-Songwriter Bruce Springsteen startet in Worcester seine Tunnel of Love Express Tour.
- 07. März: Die Band Depeche Mode gibt in der Werner-Seelenbinder-Halle in Berlin ihr einziges Konzert in der DDR.
- 19. März: Die Band Nirvana gibt erstmals ein Konzert unter diesem Namen.
- 30. März: Herbert Grönemeyers Album Ö erscheint, das am zweitmeisten verkaufte des Jahres in Deutschland.
- 19. April: Die US-amerikanische Band Public Enemy veröffentlicht ihr Album It Takes a Nation of Millions to Hold Us Back, das zu einem der meistverkauften Rap-Alben aller Zeiten wird.
- 23. April: Nachdem das Album The Dark Side of the Moon von Pink Floyd den Rekord von 741 aufeinander folgenden Wochen in den Top 200 der Billboard-Charts aufgestellt hat, wird es erstmals nicht mehr in der US-Hitparade geführt.
- 30. April: Céline Dion gewinnt in Dublin mit dem Lied Ne partez pas sans moi für die Schweiz die 33. Auflage des Eurovision Song Contest.
- 11. Juni: Im Londoner Wembley-Stadion findet das Solidaritätskonzert zum 70. Geburtstag von Nelson Mandela statt; Mitwirkende sind u. a. Peter Gabriel, Tracy Chapman, die Eurythmics, Stevie Wonder und Simple Minds.
- 16.–22. Juni: In Ost-Berlin findet das Kulturfestival Friedenswoche der Berliner Jugend statt.
- 18. Juni: Das 101. Konzert der Music for the Masses Tour von Depeche Mode findet im Pasadena Rose Bowl vor über 60.000 Fans statt.
- 01. Juli: Das Tollwood-Festival findet erstmals in München statt (bis 11. Juli).
- 09. Juli: Die Punkband Die Ärzte gibt ihr Abschiedskonzert auf Sylt, nachdem sie zuvor Westerland veröffentlicht hatte.
- 14. Juli: Carlos Santana tritt gemeinsam mit Wayne Shorter beim Montreux Jazz Festival auf (2005 wird der Mitschnitt veröffentlicht).
- 19. Juli: Das Bruce-Springsteen-Konzert in Ost-Berlin ist das größte Konzert in der Geschichte der DDR.
- 08. August: Die US-amerikanische Hip-Hop-Gruppe N.W.A veröffentlicht ihr Album Straight Outta Compton.
- 07. September: Metallica veröffentlicht das Album …And Justice for All.
- 08. Oktober: Bathory veröffentlicht das Album Blood Fire Death, das unter anderem als Pionierwerk des Viking Metal gilt.
- 05. November: Beim Jazzfest Berlin tritt Laurie Anderson auf.
- Im Second Summer of Love wird die Musikrichtung Acid House im Vereinigten Königreich und darüber hinaus populär.
- Zum ersten Mal wird das Sunflower River Blues & Gospel Festival in Clarksdale, Mississippi veranstaltet.
- Das Musical Blutiger Honig wird durch College of Hearts in Berlin uraufgeführt.

### Klassische Musik und Musiktheater
- 01. Januar: Erstmals dirigiert Claudio Abbado das diesjährige Neujahrskonzert der Wiener Philharmoniker.
- 26. Januar: Das Musical Das Phantom der Oper von Andrew Lloyd Webber feiert seine Broadwaypremiere.
- 16. April: Die konzertante Uraufführung der Oper Beatrice Cenci von Berthold Goldschmidt findet in London statt.
- 07. Mai: In Mailand wird die Oper Montag von Karlheinz Stockhausen aus dem Zyklus Licht uraufgeführt.
- 04. Juni: Die Oper Bremer Freiheit feiert im Gasteig in München Premiere und macht die Komponistin Adriana Hölszky international bekannt.
- 12. Juni: In der eigens dafür errichteten Starlighthalle in Bochum findet die deutschsprachige Erstaufführung des Musicals Starlight Express von Andrew Lloyd Webber statt. Es wird in der Folge das weltweit erfolgreichste Musical an einem festen Standort.
- 00. Juni: Die multimediale Jazz-Oper Cosmopolitan Greetings von George Gruntz und Rolf Liebermann mit einem Libretto von Allen Ginsberg wird in Hamburg in der Staatsoper erstmals aufgeführt.
- 11. September: Nachdem die ursprünglich geplante Uraufführung am 13. November 1869 nicht stattgefunden hat, wird die wiederentdeckte Messa per Rossini, eine Gemeinschaftskomposition mehrerer italienischer Komponisten zum ersten Todestag Gioachino Rossinis, von der Gächinger Kantorei unter der Leitung von Helmuth Rilling beim Europäischen Musikfest Stuttgart uraufgeführt.
- 25. September: Das Essener Opernhaus, das Aalto-Theater, wird mit einer Aufführung von Richard Wagners Die Meistersinger von Nürnberg eröffnet.
- 25. September: Sieben Fragmente für Orchester in memoriam Robert Schumann, ein Werk Aribert Reimanns über Robert Schumanns letztes Werk Thema mit Variationen in Es-Dur wird in Hamburg mit dem Philharmonischen Staatsorchester Hamburg unter der Leitung von Gerd Albrecht uraufgeführt.
- 27. Oktober: Uraufführung der Operette Die Jagd nach dem Glück von Franz von Suppè auf ein Libretto von Richard Genée und Bruno Zappert im Carltheater in Wien.
- Sympathie von Natias Neutert wird als Performance in Berlin erstmals aufgeführt.

### Film
- 17. März: Kinostart vom Musikfilm Prince – Sign O’ the Times von Prince in Deutschland.
- 12. April: Das Film-Monumentalwerk Der letzte Kaiser von Bernardo Bertolucci über ein chinesisches Herrscherschicksal erhält bei der Oscarverleihung neun Oscars, unter anderem in den Kategorien Bester Film und Beste Regie. Der Oscar in der Kategorie Best Music, Original Score geht an Ryūichi Sakamoto, David Byrne und Cong Su.
- Let’s Get Lost – US-amerikanischer Dokumentarfilm von Bruce Weber

## Musikcharts

### Deutschland
| Singles                                 | Position | Alben                                                                           |
| --------------------------------------- | -------- | ------------------------------------------------------------------------------- |
|                                         |          |                                                                                 |
| Girl You Know It’s True Milli Vanilli   | 1        | Dirty Dancing (Soundtrack)                                                      |
| Im Nin’alu Ofra Haza                    | 2        | Ö Herbert Grönemeyer                                                            |
| Okay                                    | 3        | Bad Michael Jackson                                                             |
| Always on My Mind Pet Shop Boys         | 4        | More Dirty Dancing (Soundtrack)                                                 |
| Ella, elle l’a France Gall              | 5        | Liebe, Tod & Teufel Erste Allgemeine Verunsicherung                             |
| Macho, Macho Rainhard Fendrich          | 6        | Tracy Chapman                                                                   |
| Yé ké yé ké Mory Kanté                  | 7        | Whenever You Need Somebody Rick Astley                                          |
| Tell It to My Heart Taylor Dayne        | 8        | … Nothing Like the Sun Sting                                                    |
| Push It (Again) Salt ’n’ Pepa           | 9        | Introducing the Hardline According to Terence Trent D’Arby Terence Trent D’Arby |
| The Twist The Fat Boys & Chubby Checker | 10       | Actually Pet Shop Boys                                                          |

Die längsten Nummer-eins-Singles
Lieder, die die meiste Zeit während eines anderen Jahres auf Platz eins der Charts verbrachten, werden hier nicht aufgeführt.
1. Bobby McFerrin – Don’t Worry, Be Happy; Ofra Haza – Im Nin’alu (jeweils 8 Wochen)
2. Pet Shop Boys – Always on My Mind; Milli Vanilli – Girl You Know It’s True (jeweils 6 Wochen)
3. Taylor Dayne – Tell It to My Heart (5 Wochen)

Die längsten Nummer-eins-Alben
Alben, die die meiste Zeit während eines anderen Jahres auf Platz eins der Charts verbrachten, werden hier nicht aufgeführt.
1. Herbert Grönemeyer – Ö (14 Wochen)
2. Various Artists – Dirty Dancing (7 Wochen)
3. U2 – Rattle and Hum (6 Wochen)

Alle Nummer-eins-Hits und die Hits des Jahres

### Österreich
| Singles                                                     | Position | Alben                                               |
| ----------------------------------------------------------- | -------- | --------------------------------------------------- |
|                                                             |          |                                                     |
| Macho Macho Rainhard Fendrich                               | 1        | Dirty Dancing Soundtrack                            |
| Küss’ die Hand, schöne Frau Erste Allgemeine Verunsicherung | 2        | Bad Michael Jackson                                 |
| Okay! Okay                                                  | 3        | Liebe, Tod & Teufel Erste Allgemeine Verunsicherung |
| The Sound of Vienna José Feliciano & VSOP                   | 4        | Ö Herbert Grönemeyer                                |
| Girl You Know It’s True Milli Vanilli                       | 5        | …Nothing Like the Sun Sting                         |
| Yiasou Curacao                                              | 6        | More Dirty Dancing Soundtrack                       |
| Oh! Darling! Etta Scollo                                    | 7        | Unchain My Heart Joe Cocker                         |
| Wonderful Life Black                                        | 8        | Faith George Michael                                |
| Dirty Diana Michael Jackson                                 | 9        | Alf – Märchen und Hörspiele, Teil 2 Hörspiel        |
| Ich lieb’ dich überhaupt nicht mehr Udo Lindenberg          | 10       | Lovesexy Prince                                     |

Die längsten Nummer-eins-Singles
Lieder, die die meiste Zeit während eines anderen Jahres auf Platz 1 der Charts verbrachten, werden hier nicht aufgeführt.
1. Rainhard Fendrich – Macho, Macho (2 Monate)
2. Edelweiss – Bring Me Edelweiss (1½ Monate)

Alle weiteren Lieder waren entweder einen halben oder einen Monat auf Platz 1 gelistet.
Die längsten Nummer-eins-Alben
Alben, die die meiste Zeit während eines anderen Jahres auf Platz eins der Charts verbrachten, werden hier nicht aufgeführt.
1. Michael Jackson – Bad (4 Monate)
2. U2 – Rattle and Hum (2 Monate)
3. Erste Allgemeine Verunsicherung – Liebe, Tod & Teufel (1½ Monate)

Alle Nummer-eins-Hits und die Hits des Jahres

### Schweiz
| Singles                                                    | Position | Alben                                                                           |
| ---------------------------------------------------------- | -------- | ------------------------------------------------------------------------------- |
|                                                            |          |                                                                                 |
| Küss die Hand, schöne Frau Erste Allgemeine Verunsicherung | 1        | Dirty Dancing (Soundtrack)                                                      |
| Gimme Hope Jo’Anna Eddy Grant                              | 2        | Liebe, Tod & Teufel Erste Allgemeine Verunsicherung                             |
| Hand in Hand Koreana                                       | 3        | … Nothing Like the Sun Sting                                                    |
| Im Nin’alu Ofra Haza                                       | 4        | Bad Michael Jackson                                                             |
| Yé ké yé ké Mory Kanté                                     | 5        | Diesel and Dust Midnight Oil                                                    |
| Dirty Diana Michael Jackson                                | 6        | Tracy Chapman                                                                   |
| I’m Not Scared Eighth Wonder                               | 7        | Ö Herbert Grönemeyer                                                            |
| Heaven Is a Place on Earth Belinda Carlisle                | 8        | Introducing the Hardline According to Terence Trent D’Arby Terence Trent D’Arby |
| Theme from S-Express S’Express                             | 9        | Bridge of Spies T’Pau                                                           |
| Tell It to My Heart Taylor Dayne                           | 10       | Dr Sunne entgäge Peter Reber                                                    |

Die längsten Nummer-eins-Singles
Lieder, die die meiste Zeit während eines anderen Jahres auf Platz 1 der Charts verbrachten, werden hier nicht aufgeführt.
1. Ofra Haza – Im Nin’alu; The Fat Boys & Chubby Checker – The Twist; Koreana – Hand in Hand; Phil Collins – A Groovy Kind of Love (jeweils 6 Wochen)
2. Belinda Carlisle – Heaven Is a Place on Earth (5 Wochen)
3. Taylor Dayne – Tell It to My Heart; Pet Shop Boys – Heart (jeweils 4 Wochen)

Die längsten Nummer-eins-Alben
Alben, die die meiste Zeit während eines anderen Jahres auf Platz eins der Charts verbrachten, werden hier nicht aufgeführt.
1. U2 – Rattle and Hum (12 Wochen)
2. Tracy Chapman – Tracy Chapman (10 Wochen)
3. Peter Reber – Dr Sunne entgäge (7 Wochen)

Alle Nummer-eins-Hits und die Hits des Jahres

### Vereinigtes Königreich
| Singles                                                                                           | Position | Alben                                                                           |
| ------------------------------------------------------------------------------------------------- | -------- | ------------------------------------------------------------------------------- |
|                                                                                                   |          |                                                                                 |
| Mistletoe and Wine Cliff Richard                                                                  | 1        | Kylie Kylie Minogue                                                             |
| The Only Way Is Up Yazz and the Plastic Population                                                | 2        | Private Collection Cliff Richard                                                |
| I Should Be So Lucky Kylie Minogue                                                                | 3        | Bad Michael Jackson                                                             |
| Especially for You Kylie Minogue & Jason Donovan                                                  | 4        | Push Bros                                                                       |
| I Think We’re Alone Now Tiffany                                                                   | 5        | Now, That’s What I Call Music 13 (Verschiedene Interpreten)                     |
| Nothing’s Gonna Change My Love for You Glenn Medeiros                                             | 6        | Popped In, Souled Out Wet Wet Wet                                               |
| A Groovy Kind of Love Phil Collins                                                                | 7        | Tango in the Night Fleetwood Mac                                                |
| With a Little Help from My Friends / She’s Leaving Home Wet Wet Wet / Billy Bragg with Cara Tivey | 8        | Rattle and Hum U2                                                               |
| He Ain’t Heavy, He’s My Brother The Hollies                                                       | 9        | Tracy Chapman                                                                   |
| Teardrops Womack & Womack                                                                         | 10       | Introducing the Hardline According to Terence Trent D’Arby Terence Trent D’Arby |

Die längsten Nummer-eins-Singles
Lieder, die die meiste Zeit während eines anderen Jahres auf Platz 1 der Charts verbrachten, werden hier nicht aufgeführt.
1. Kylie Minogue – I Should Be So Lucky; Yazz and the Plastic Population – The Only Way Is Up (jeweils 5 Wochen)
2. Wet Wet Wet / Billy Bragg with Cara Tivey – With a Little Help from My Friends / She’s Leaving Home; Glenn Medeiros – Nothing’s Gonna Change My Love for You; Cliff Richard – Mistletoe and Wine (jeweils 4 Wochen)
3. Tiffany – I Think We’re Alone Now; Pet Shop Boys – Heart; Enya – Orinoco Flow (Sail Away); Robin Beck – First Time (jeweils 3 Wochen)

Die längsten Nummer-eins-Alben
Alben, die die meiste Zeit während eines anderen Jahres auf Platz eins der Charts verbrachten, werden hier nicht aufgeführt.
1. Terence Trent D’Arby – Introducing the Hardline According to Terence Trent D’Arby (8 Wochen)
2. Kylie Minogue – Kylie (6 Wochen)
3. Verschiedene Interpreten – Now, That’s What I Call Music 12 (5 Wochen)

Alle Nummer-eins-Hits und die Hits des Jahres

### Vereinigte Staaten
Die längsten Nummer-eins-Singles
Lieder, die die meiste Zeit während eines anderen Jahres auf Platz 1 der Charts verbrachten, werden hier nicht aufgeführt.
1. Steve Winwood – Roll with It (4 Wochen)
2. George Michael – One More Try (3 Wochen)

Alle weiteren Lieder waren entweder eine oder zwei Wochen auf Platz 1 gelistet.
Die längsten Nummer-eins-Alben
Alben, die die meiste Zeit während eines anderen Jahres auf Platz eins der Charts verbrachten, werden hier nicht aufgeführt.
1. George Michael – Faith (12 Wochen)
2. Original Motion Picture Soundtrack – Dirty Dancing (11 Wochen)
3. Def Leppard – Hysteria; U2 – Rattle and Hum (jeweils 6 Wochen)

Alle Nummer-eins-Hits und die Hits des Jahres

### Charts in weiteren Ländern
Siehe auch: Nummer-eins-Hits 1988 in  Australien, Belgien, Dänemark, Deutschland, Finnland, Frankreich, Irland, Italien, Japan, Kanada, Neuseeland, den Niederlanden, Norwegen, Österreich, Schweden, der Schweiz, Spanien, den Vereinigten Staaten und im Vereinigten Königreich.

## Musikpreise und Ehrungen

### Grammy Awards 1988
Single des Jahres (Record of the Year):
- Graceland von Paul Simon

Album des Jahres (Album of the Year):
- The Joshua Tree von U2

Song des Jahres (Song of the Year):
- Somewhere Out There von Linda Ronstadt & James Ingram (Autoren: Barry Mann, Cynthia Weil, James Horner)

Bester neuer Künstler (Best New Artist):
- Jody Watley

### Oscar 1988

#### Beste Filmmusik
David Byrne, Ryuichi Sakamoto, Cong Su – Der letzte Kaiser (The Last Emperor)
George Fenton, Jonas Gwangwa – Schrei nach Freiheit (Cry Freedom)
Ennio Morricone – The Untouchables – Die Unbestechlichen (The Untouchables)
John Williams – Das Reich der Sonne (Empire of the Sun)
John Williams – Die Hexen von Eastwick (The Witches of Eastwick)

#### Bester Filmsong
„(I’ve Had) The Time of My Life“ aus Dirty Dancing – John DeNicola, Donald Markowitz, Franke Previte
„Cry Freedom“ aus Schrei nach Freiheit (Cry Freedom) – George Fenton, Jonas Gwangwa
„Nothing’s Gonna Stop Us Now“ aus Mannequin – Albert Hammond, Diane Warren
„Shakedown“ aus Beverly Hills Cop II – Harold Faltermeyer, Keith Forsey, Bob Seger
„Storybook Love“ aus Die Braut des Prinzen (The Princess Bride) – Willy DeVille

#### Beste Tonmischung
Bill Rowe, Ivan Sharrock – Der letzte Kaiser (The Last Emperor)
Rick Alexander, Les Fresholtz, Bill Nelson, Vern Poore – Lethal Weapon – Zwei stahlharte Profis (Lethal Weapon)
Wayne Artman, Tom Beckert, Tom E. Dahl, Art Rochester – Die Hexen von Eastwick (The Witches of Eastwick)
John S. Boyd, Tony Dawe, Don Digirolamo, Robert Knudson – Das Reich der Sonne (Empire of the Sun)
Carlos DeLarios, Michael J. Kohut, Aaron Rochin, Robert Wald – RoboCop

### Musikwettbewerbe
Eurovision Song Contest
1. Céline Dion: Ne partez pas sans moi
2. Scott Fitzgerald: Go
3. Kirsten & Søren: Ka’ du se hva’ jeg sa'?
4. Lara Fabian: Croire
5. Karoline Krüger: For vår jord

## Jahresbestenlisten

### Popkultur.de
1. Bobby McFerrin – Don’t Worry, Be Happy
2. George Michael – Faith
3. Ofra Haza – Im Nin’alu
4. Salt ’n’ Pepa – Push It
5. Whitney Houston – One Moment in Time
6. Guns n’ Roses – Sweet Child o’ Mine
7. Michael Jackson – Man in the Mirror
8. Pet Shop Boys – Always on My Mind
9. Womack & Womack – Teardrops
10. Patrick Swayze – She’s Like the Wind

## Gründungen und Auflösungen

### Gründungen
- Blue Chip Orchestra – österreichische Musikgruppe aus St. Martin im Mühlkreis
- Blur – britische Rockband
- Braty Hadjukiny – ukrainische Rockband
- Carry & Ron – deutsches Country-Rock-Duo
- Latwerch-Bänd – deutsche Band aus Kaiserlautern-Erfenbach
- Old Funeral – norwegische Black-/Death-Metal-Band aus Bergen

### Auflösungen
- Kick Axe – kanadische Heavy-Metal- und Hard-Rock-Band

## Neuveröffentlichungen (Auswahl)

### Lieder und Kompositionen
| Lied                                                                      | Text                                                                           | Musik                                                                          | Erstinterpret                   | Label                               | Veröffentlichung | Genre                       | Album                                                                                  | Weitere Informationen                                         |
| ------------------------------------------------------------------------- | ------------------------------------------------------------------------------ | ------------------------------------------------------------------------------ | ------------------------------- | ----------------------------------- | ---------------- | --------------------------- | -------------------------------------------------------------------------------------- | ------------------------------------------------------------- |
| Drei weiße Birrrken (Du bist meine Heimat)                                | Stephan Remmler                                                                | Stephan Remmler                                                                | Stephan Remmler                 | Mercury Records                     | 25. Oktober 1988 | Schlager                    | Lotto                                                                                  |                                                               |
| Einer ist immer der Loser (Einer muß immer verliern)                      | Stephan Remmler                                                                | Stephan Remmler                                                                | Stephan Remmler                 | Mercury Records                     | 25. Oktober 1988 | Schlager                    | Lotto                                                                                  |                                                               |
| End of the Line                                                           | Traveling Wilburys                                                             | Traveling Wilburys                                                             | Traveling Wilburys              | Wilbury, Warner Brothers            | 24. Oktober 1988 | Rock                        | Traveling Wilburys Vol. 1                                                              |                                                               |
| Fast Car                                                                  | Tracy Chapman                                                                  | Tracy Chapman                                                                  | Tracy Chapman                   | Elektra Records                     | April 1988       | Folk                        | Tracy Chapman                                                                          |                                                               |
| Funkelperlenaugen                                                         | Hartmut Engler, Ingo Reidl                                                     | Hartmut Engler, Ingo Reidl                                                     | Pur                             | Intercord                           | April 1988       | Pop                         | Wie im Film                                                                            |                                                               |
| Gehet hin und vermehret Euch                                              | Udo Jürgens, Friedhelm Lehmann                                                 | Udo Jürgens, Friedhelm Lehmann                                                 | Udo Jürgens                     | Ariola                              | 29. Februar 1988 | Pop                         | Das blaue Album                                                                        |                                                               |
| Gimme Hope Jo’anna                                                        | Eddy Grant                                                                     | Eddy Grant                                                                     | Eddy Grant                      | Parlophone, EMI                     | Januar 1988      | Worldbeat                   | File Under Rock                                                                        | Anti-Apartheid-Song                                           |
| Handle with Care                                                          | Traveling Wilburys                                                             | Traveling Wilburys                                                             | Traveling Wilburys              | Wilbury, Warner Brothers            | 11. Oktober 1988 | Pop                         | Traveling Wilburys Vol. 1                                                              |                                                               |
| Halt mich                                                                 | Herbert Grönemeyer                                                             | Herbert Grönemeyer                                                             | Herbert Grönemeyer              | Electrola                           | 30. März 1988    | Pop-Rock                    | Ö                                                                                      |                                                               |
| Heading for the Light                                                     | Traveling Wilburys                                                             | Traveling Wilburys                                                             | Traveling Wilburys              | Wilbury, Warner Brothers            | 24. Oktober 1988 | Pop                         | Traveling Wilburys Vol. 1                                                              |                                                               |
| Hier kommt Alex                                                           | Campino, Andreas Meurer                                                        | Campino, Andreas Meurer                                                        | Die Toten Hosen                 | Totenkopf, Virgin                   | 1988             | Punkrock                    | Ein kleines bißchen Horrorschau                                                        |                                                               |
| If We Hold On Together                                                    | James Horner, Will Jennings                                                    | James Horner, Will Jennings                                                    | Diana Ross                      | MCA Records, Geffen Records, Motown | 5. November 1988 | Contemporary R&B, Pop, Soul | The Land Before Time Original Motion Picture Soundtrack und The Force Behind the Power | Titelsong zum Zeichentrickfilm In einem Land vor unserer Zeit |
| Kann denn Schwachsinn Sünde sein...?                                      | Eik Breit, Klaus Eberhartinger, Nino Holm, Günther Schönberger, Thomas Spitzer | Eik Breit, Klaus Eberhartinger, Nino Holm, Günther Schönberger, Thomas Spitzer | Erste Allgemeine Verunsicherung | EMI                                 | 24. Oktober 1988 | Austropop, Synthiepop       | Kann denn Schwachsinn Sünde sein …?                                                    |                                                               |
| Keine Angst hat der Papa mir gesagt (Keine Angst hat die Mama mir gesagt) | Stephan Remmler, Ferreira Da Silva Rubenito, Durval Vieira                     | Stephan Remmler, Ferreira Da Silva Rubenito, Durval Vieira                     | Stephan Remmler                 | Mercury Records                     | 1988             | Schlager                    | Lotto                                                                                  |                                                               |
| Love and Mercy                                                            | Brian Wilson                                                                   | Brian Wilson                                                                   | Brian Wilson                    | Sire Records                        | 1. Juli 1988     | Progressive Pop             | Brian Wilson                                                                           |                                                               |
| Möge die Straße uns zusammenführen                                        | Markus Pytlik                                                                  | Markus Pytlik                                                                  |                                 |                                     | 1988             | Geistliches Lied            |                                                                                        |                                                               |
| Oben aufm Berg (Das Wunder aufm Berg)                                     | Stephan Remmler                                                                | Stephan Remmler                                                                | Stephan Remmler                 |                                     | 1988             | Schlager                    | Lotto                                                                                  |                                                               |
| Schatten an der Wand                                                      | Jule Neigel                                                                    | Axel Schwarz                                                                   | Jule Neigel Band                | Intercord                           | Februar 1988     | Deutschrock                 | Schatten an der Wand                                                                   |                                                               |
| Sì, la vita è tutt'un quiz                                                | Renzo Arbore, Claudio Mattone                                                  | Renzo Arbore, Claudio Mattone                                                  | Renzo Arbore                    |                                     | 1988             | Pop                         | Discao Meravigliao                                                                     |                                                               |
| Starke Gefühle                                                            | Michael Kunze, Harald Steinhauer                                               | Michael Kunze, Harald Steinhauer                                               | Juliane Werding                 | WEA Records                         | 25. Juli 1988    | Schlager                    | Tarot                                                                                  |                                                               |
| Stigmata                                                                  | Al Jourgensen                                                                  | Al Jourgensen                                                                  | Ministry                        | Sire Records, Warner Music Group    | August 1988      | Industrial Metal            | The Land of Rape and Honey                                                             |                                                               |
| Tower of Strength                                                         | Wayne Hussey                                                                   | Wayne Hussey, Craig Adams, Mick Brown, Simon Hinkler                           | The Mission                     |                                     | 13. Februar 1988 | Gothic Rock                 | Children                                                                               |                                                               |
| Wenn Leute unser Land verlassen                                           |                                                                                |                                                                                | Oktoberklub                     |                                     | 1988             | Politisches Lied            |                                                                                        |                                                               |

### Alben
| Album                                         | Interpret                                               | Label                                      | Veröffentlichung   | Genre                                  | Weitere Informationen |
| --------------------------------------------- | ------------------------------------------------------- | ------------------------------------------ | ------------------ | -------------------------------------- | --------------------- |
| ...And Justice for All                        | Metallica                                               | Elektra Records, Vertigo                   | 25. August 1988    | Thrash Metal                           |                       |
| Ain’t Complaining                             | Status Quo                                              | Vertigo Records                            | 13. Juni 1988      | Hard Rock, Pop-Rock                    |                       |
| All or Nothing                                | Milli Vanilli                                           | Hansa, BMG                                 | 14. November 1988  | Dance-Pop                              |                       |
| All Systems Go                                | Vinnie Vincent Invasion                                 | Chrysalis Records                          | 17. Mai 1988       | Glam Metal, Heavy Metal                |                       |
| Ancient Heart                                 | Tanita Tikaram                                          | WEA Records, Reprise Records               | 13. September 1988 | Rock, Pop, Folk                        |                       |
| Balladen                                      | Reinhard Mey                                            | Intercord                                  | 1. Januar 1988     | Liedermacher                           |                       |
| Barcelona                                     | Freddie Mercury & Montserrat Caballé                    | Polydor                                    | 10. Oktober 1988   | Pop, Klassische Musik                  |                       |
| Battalions of Fear                            | Blind Guardian                                          | Virgin Group                               | 18. Mai 1988       | Speed Metal, Thrash Metal              |                       |
| Birth, School, Work, Death                    | The Godfathers                                          | Epic Records                               | Februar 1988       | Alternative Rock                       |                       |
| Blood Fire Death                              | Bathory                                                 | Under One Flag                             | 8. Oktober 1988    | Thrash Metal, Viking Metal             |                       |
| Blow Up Your Video                            | AC/DC                                                   | Atlantic Records                           | 29. Januar 1988    | Hard Rock                              |                       |
| Body Heat                                     | Blue System                                             | Hansa Records                              | 17. Oktober 1988   | Pop, Euro Disco                        |                       |
| Chicago 19                                    | Chicago                                                 | Full Moon Records, Reprise Records         | 20. Juni 1988      | Rock                                   |                       |
| Chimes of Freedom                             | Bruce Springsteen                                       | Columbia Records                           | 1. August 1988     | Rock                                   | Live-EP               |
| Close                                         | Kim Wilde                                               | MCA Records                                | 13. Mai 1988       | Rock                                   |                       |
| Cold Lake                                     | Celtic Frost                                            | Noise Records                              | 1. September 1988  | Heavy Metal, Glam Metal                |                       |
| Danzig                                        | Danzig                                                  | Def American                               | August 1988        | Heavy Metal, Bluesrock                 |                       |
| Das ist nicht die ganze Wahrheit...           | Die Ärzte                                               | CBS Schallplatten GmbH                     | 19. April 1988     | Punkrock                               |                       |
| Ein kleines bißchen Horrorschau               | Die Toten Hosen                                         | Totenkopf, Virgin Records                  | 31. Oktober 1988   | Punkrock                               |                       |
| Eponymous                                     | R.E.M.                                                  | I.R.S. Records                             | 17. Oktober 1988   | Alternative Rock                       | Greatest-Hits-Album   |
| Everything                                    | The Bangles                                             | Columbia Records                           | 18. Oktober 1988   | Pop-Rock                               |                       |
| Fantasie                                      | Münchener Freiheit                                      | Columbia Records                           | 23. März 1988      | Pop-Rock                               |                       |
| From Enslavement to Obliteration              | Napalm Death                                            | Earache Records                            | 16. September 1988 | Grindcore                              |                       |
| G N’ R Lies                                   | Guns N’ Roses                                           | Geffen Records                             | 28. November 1988  | Hard Rock, Bluesrock, Acoustic Rock    |                       |
| Green                                         | R.E.M.                                                  | Warner                                     | 8. November 1988   | Alternative Rock                       |                       |
| Heavy Nova                                    | Robert Palmer                                           | Island Records                             | 22. Juni 1988      | Hard-Rock, Heavy Metal, Bossa Nova     |                       |
| I’m Your Man                                  | Leonard Cohen                                           | CBS                                        | Februar 1988       | Pop                                    |                       |
| Instinct                                      | Iggy Pop                                                | A&M Records                                | 20. Juni 1988      | Heavy Metal, Hard Rock, Glam Metal     |                       |
| Into a Secret Land                            | Sandra                                                  | Virgin Records                             | 24. Oktober 1988   | Pop                                    |                       |
| It Takes a Nation of Millions to Hold Us Back | Public Enemy                                            | Def Jam/Columbia Records                   | 19. April 1988     | Eastcoast-Hip-Hop, Conscious Rap       |                       |
| Kings of Metal                                | Manowar                                                 | Virgin Records                             | 18. November 1988  | True Metal                             |                       |
| Kneipenterroristen                            | Böhse Onkelz                                            | Metal Enterprises                          | 10. Oktober 1988   | Heavy Metal, Hard Rock                 |                       |
| Leprosy                                       | Death                                                   | Combat Records                             | 12. August 1988    | Death Metal                            |                       |
| Liberal Animation                             | NOFX                                                    | Wassail Records                            | 1988               | Hardcore Punk                          |                       |
| Live at Pit-Inn Tokyo, Japan, 8, 8, 1988      | Sun Ra                                                  | DIW Records                                | 1988               | Jazz                                   |                       |
| Long Cold Winter                              | Cinderella                                              | Phonogram                                  | 21. Mai 1988       | Glam Metal, Bluesrock                  |                       |
| Look Sharp!                                   | Roxette                                                 | EMI                                        | 19. Oktober 1988   | Pop-Rock                               |                       |
| Lovesexy                                      | Prince                                                  | Warner Bros. Records, Paisley Park Records | 6. Mai 1988        | Contemporary R&B, Funk, Pop, Rock      |                       |
| Melissa Etheridge                             | Melissa Etheridge                                       | Island Records                             | 2. Mai 1988        | Roots Rock                             |                       |
| Money for Nothing                             | Dire Straits                                            | Vertigo Records                            | 17. Oktober 1988   | Rock                                   | Kompilation           |
| Nach uns die Sintflut                         | Die Ärzte                                               | CBS Schallplatten GmbH                     | 27. Oktober 1988   | Punkrock                               |                       |
| Naked                                         | Talking Heads                                           | Sire Records                               | 15. März 1988      | Art Pop, Worldbeat                     |                       |
| New Jersey                                    | Bon Jovi                                                | Mercury Records                            | 9. September 1988  | Glam Metal, Hard Rock                  |                       |
| No Rest for the Wicked                        | Ozzy Osbourne                                           | Columbia Records, Epic Records             | 22. Oktober 1988   | Heavy Metal                            |                       |
| Nö Sleep at All                               | Motörhead                                               | GWR Records                                | 15. Oktober 1988   | Heavy Metal                            | Livealbum             |
| Nobody’s Perfect                              | Deep Purple                                             | Polydor                                    | 20. Juni 1988      | Hard Rock, Heavy Metal                 | Livealbum             |
| Ö                                             | Herbert Grönemeyer                                      | EMI                                        | 30. März 1988      | Rock                                   |                       |
| Open Up and Say... Ahh!                       | Poison                                                  | Enigma Records, Columbia Records           | 27. April 1988     | Glam Metal                             |                       |
| OU812                                         | Van Halen                                               | Warner Bros.                               | 20. Mai 1988       | Hard Rock, Glam Metal                  |                       |
| Out of Order                                  | Rod Stewart                                             | Warner Bros.                               | 23. Mai 1988       | Pop-Rock                               |                       |
| Out of This World                             | Europe                                                  | Epic Records                               | 5. August 1988     | Hard Rock, Glam Metal                  |                       |
| Pop Art                                       | Transvision Vamp                                        | MCA Records                                | 3. Oktober 1988    | Pop-Rock                               |                       |
| Power Metal                                   | Pantera                                                 | Metal Magic                                | 24. Juni 1988      | Heavy Metal, Speed Metal, Glam Metal   |                       |
| Ram It Down                                   | Judas Priest                                            | Columbia Records                           | 13. Mai 1988       | Heavy Metal                            |                       |
| Rattle and Hum                                | U2                                                      | Island Records                             | 10. Oktober 1988   | Rock                                   | Live-/Studioalbum     |
| Sensibel                                      | Peter Cornelius                                         | Teldec                                     | März 1988          | Pop                                    |                       |
| Seventh Son of a Seventh Son                  | Iron Maiden                                             | EMI                                        | 11. April 1988     | Heavy Metal                            |                       |
| Shades of Bud Powell                          | Herb Robertson Brass Ensemble                           | JMT                                        | 1988               | Jazz                                   |                       |
| So Far, So Good… So What!                     | Megadeth                                                | Combat Records, Capitol Records            | 19. Januar 1988    | Thrash Metal, Speed Metal              |                       |
| South of Heaven                               | Slayer                                                  | Def Jam                                    | 5. Juli 1988       | Thrash Metal                           |                       |
| Stay on These Roads                           | a-ha                                                    | Warner Bros.                               | 3. Mai 1988        | Synthie-Pop, Pop-Rock                  |                       |
| Straight Outta Compton                        | N.W.A.                                                  | Ruthless Records, Priority Records, EMI    | 8. August 1988     | G-Funk, Gangsta-Rap, Westcoast-Hip-Hop |                       |
| Substance                                     | Joy Division                                            | Factory Records                            | 11. Juli 1988      | Post-Punk, Punkrock, Gothic Rock       | Kompilation           |
| Suffer                                        | Bad Religion                                            | Epitaph Records                            | 8. September 1988  | Melodic Hardcore, Punkrock             |                       |
| Surfer Rosa                                   | Pixies                                                  | 4AD                                        | 21. März 1988      | Indie-Rock                             |                       |
| The New Order                                 | Testament                                               | Megaforce Records                          | 5. Mai 1988        | Thrash Metal                           |                       |
| The Xenon Codex                               | Hawkwind                                                | GWR Records                                | 25. April 1988     | Space Rock                             |                       |
| Tracy Chapman                                 | Tracy Chapman                                           | Elektra Records                            | 5. April 1988      | Folk                                   |                       |
| Triplicate                                    | Dave Holland Trio mit Steve Coleman und Jack DeJohnette | ECM Records                                | 1988               | Jazz                                   |                       |
| Ultramega OK                                  | Soundgarden                                             | SST Records                                | 31. Oktober 1988   | Grunge, Heavy Metal, Hard Rock         |                       |
| Up Your Alley                                 | Joan Jett and the Blackhearts                           | Blackheart Records, CBS Records            | 23. Mai 1988       | Hard Rock, Glam Metal                  |                       |
| Who Killed The JAMs?                          | The Justified Ancients of Mu Mu                         | KLF Communications                         | 8. Februar 1988    | House, Hip-Hop                         |                       |
| Wiener Blut                                   | Falco                                                   | Teldec                                     | 15. September 1988 | Pop, Rock                              |                       |
| Zigeuner auf Zeit                             | IC                                                      | Amiga (1988) / Mollwerk (2003)             | 1988               | Rock, Synthie-Pop                      |                       |

## Geboren

### Januar
- 06. Januar: Mehwish Hayat, pakistanische Schauspielerin, Synchronsprecherin, Sängerin und Model
- 07. Januar: Haley Bennett, US-amerikanische Sängerin und Schauspielerin

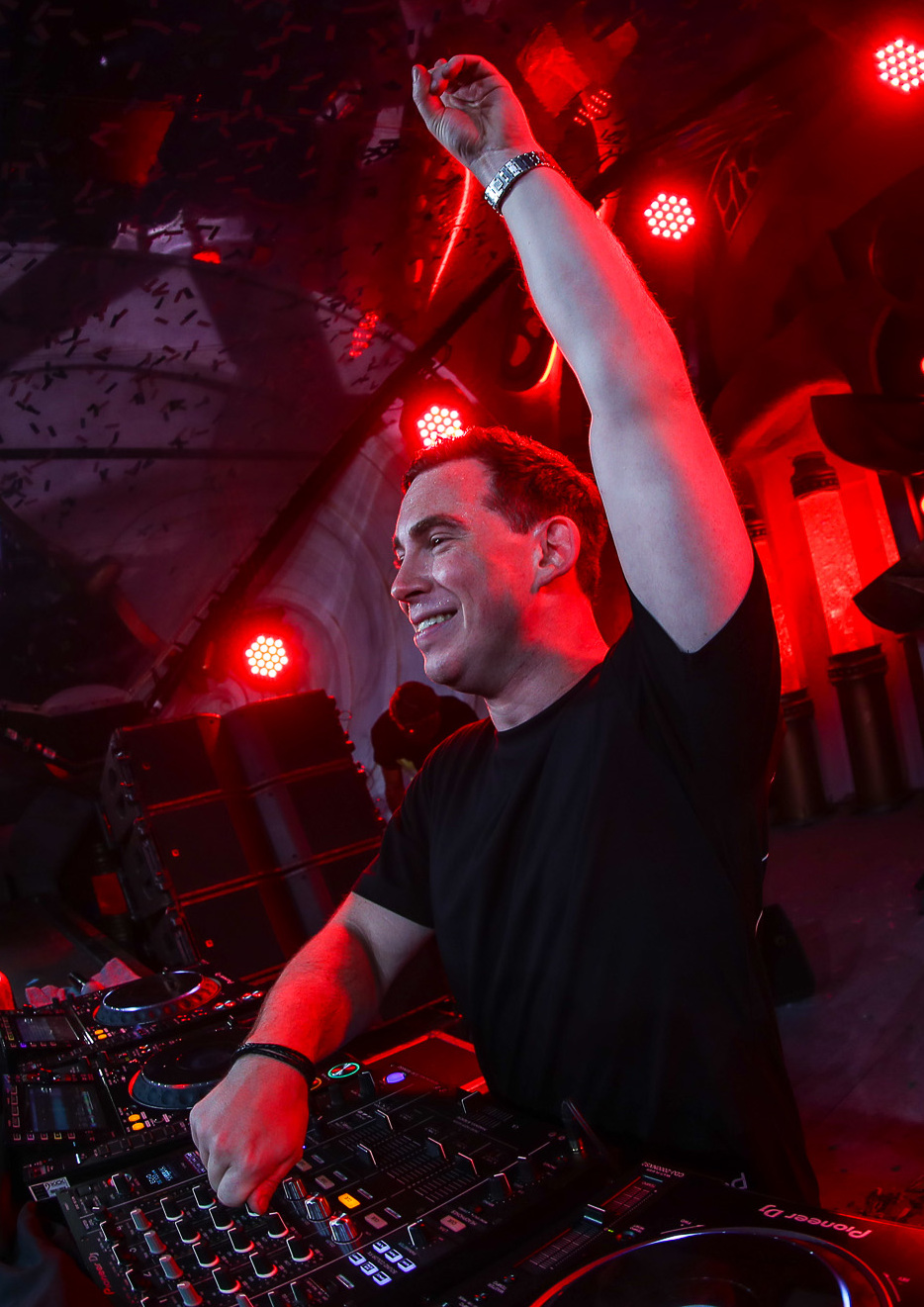
Hardwell; * 7. Januar

- 07. Januar: Hardwell, niederländischer DJ und Musikproduzent
- 10. Januar: Michael Schertenleib, Schweizer Schauspieler, Musikproduzent und Komponist
- 11. Januar: Lunchmoney Lewis, US-amerikanischer Sänger und Songwriter
- 12. Januar: Thomas Esch, deutsch-niederländischer Schlagzeuger und Perkussionist
- 16. Januar: Nifra, slowakische DJ und Produzentin von elektronischer Tanzmusik
- 19. Januar: Alexei Wladimirowitsch Worobjow, russischer Sänger und Schauspieler
- 22. Januar: Marie-Theres Stickler, österreichische Musikerin und Komponistin
- 23. Januar: Lukas Kiedaisch, deutscher Filmkomponist und Musiker
- 24. Januar: Jade Ewen, britische Schauspielerin und Sängerin
- 25. Januar: Pænda, österreichische Singer-Songwriterin
- 26. Januar: KC Rebell, deutscher Rapper

### Februar
- 05. Februar: Patrycja Volny, polnische Schauspielerin und Sängerin
- 06. Februar: Fred Buljo, norwegisch-samischer Rapper, Joiker und Politiker
- 06. Februar: Florian Süselbeck, deutscher Musikproduzent, Akustikingenieur und DJ
- 07. Februar: Lee Joon, südkoreanischer Schauspieler, Sänger, Model und Hörfunkmoderator
- 08. Februar: Max Grahn, schwedischer Musiker, Songwriter und Musikproduzent
- 09. Februar: Heike Langhans, südafrikanische Musikerin und Sängerin
- 09. Februar: Monika Liu, litauische Sängerin und Songwriterin
- 09. Februar: Yamaç Telli, türkischer Schauspieler, Sänger und Pianist
- 12. Februar: Mike Posner, US-amerikanischer Sänger, Songwriter und Produzent
- 19. Februar: Idan Amedi, israelischer Sänger und Schauspieler
- 20. Februar: DCVDNS, deutscher Rapper

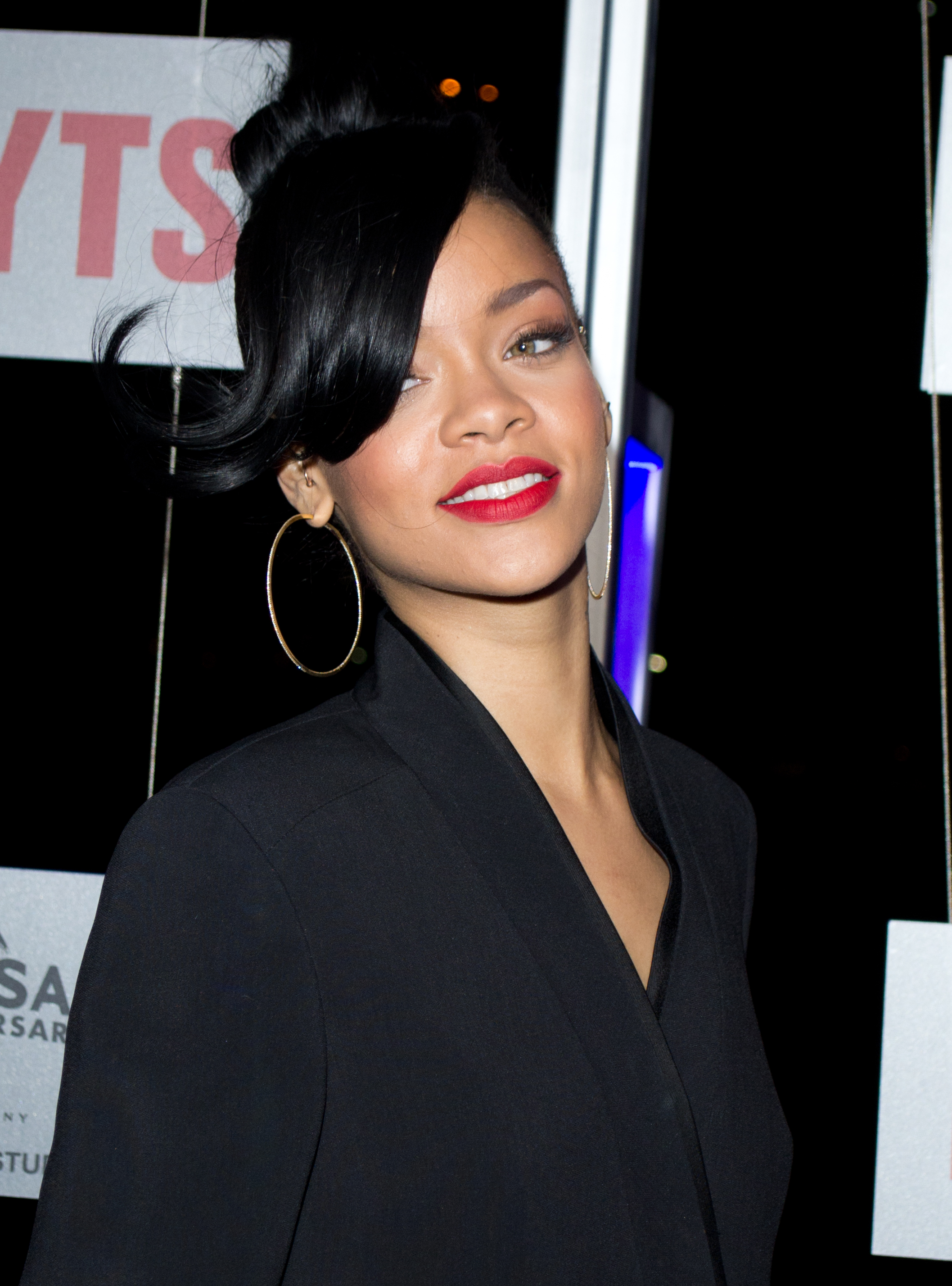
Rihanna; * 20. Februar

- 20. Februar: Rihanna, barbadische R&B-Sängerin
- 23. Februar: Oana Nechiti, rumänische Tänzerin und Choreographin
- 25. Februar: Claudia Faniello, maltesische Sängerin
- 29. Februar: Marko Marković, serbischer Musiker

### März
- 01. März: Birgit Reutter, deutsche Schauspieler, Sängerin und Synchronsprecherin
- 02. März: James Arthur, britischer Sänger, Musiker und Rapper
- 04. März: Andreas Bongard, deutscher Schauspieler, Sänger und Songwriter
- 05. März: Ribellu, Musiker und Produzent
- 08. März: Gabriele Mitelli, italienischer Jazzmusiker
- 08. März: Johnny Ruffo, australischer Sänger und Schauspieler († 2023)
- 10. März: Gurgen Dabaghyan, armenischer Sänger
- 12. März: Frederic Böhle, deutscher Schauspieler, Theaterdarsteller und Sänger
- 13. März: 4tune, deutscher Rapper
- 14. März: Sasha Grey, US-amerikanische Schauspielerin, Pornodarstellerin, Musikerin, DJ und Autorin
- 15. März: Wesley MacInnes, kanadischer Schauspieler und Country-Musiker
- 16. März: Gabriel Vicéns, puerto-ricanischer Jazzmusiker
- 23. März: Sarah Jane Scott, US-amerikanische Schlagersängerin

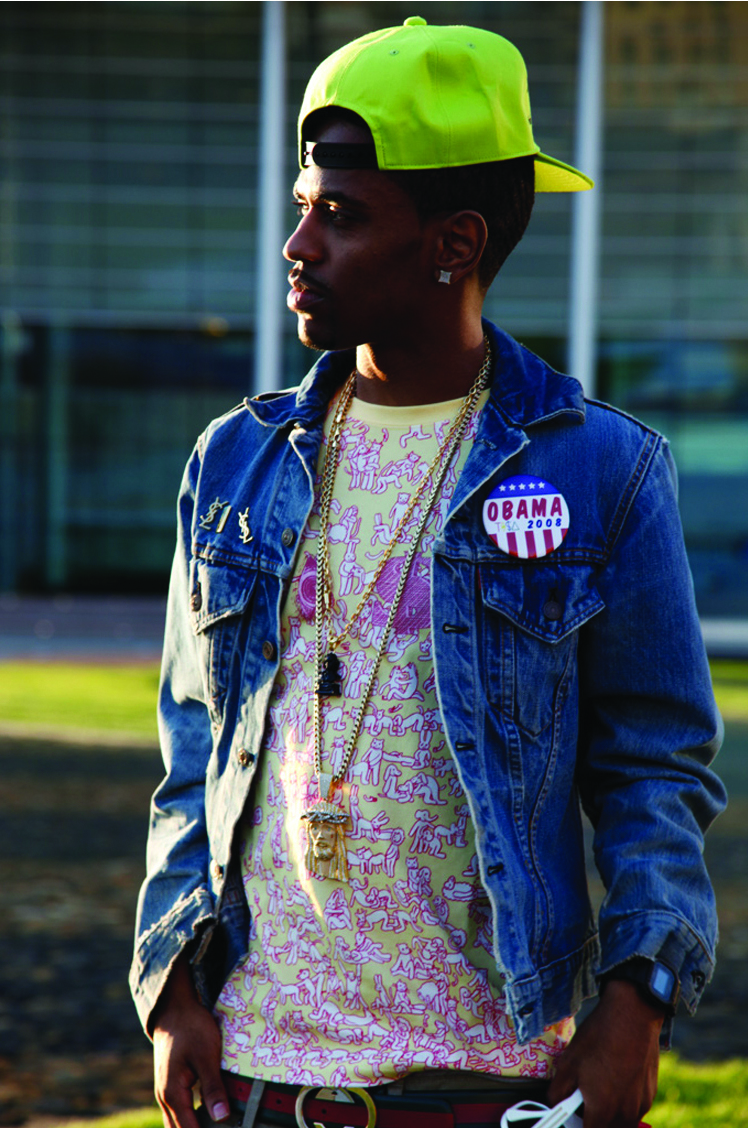
Big Sean; * 25. März

- 25. März: Big Sean, US-amerikanischer Rapper
- 27. März: Renaud Gensane, madagassisch-französischer Jazzmusiker

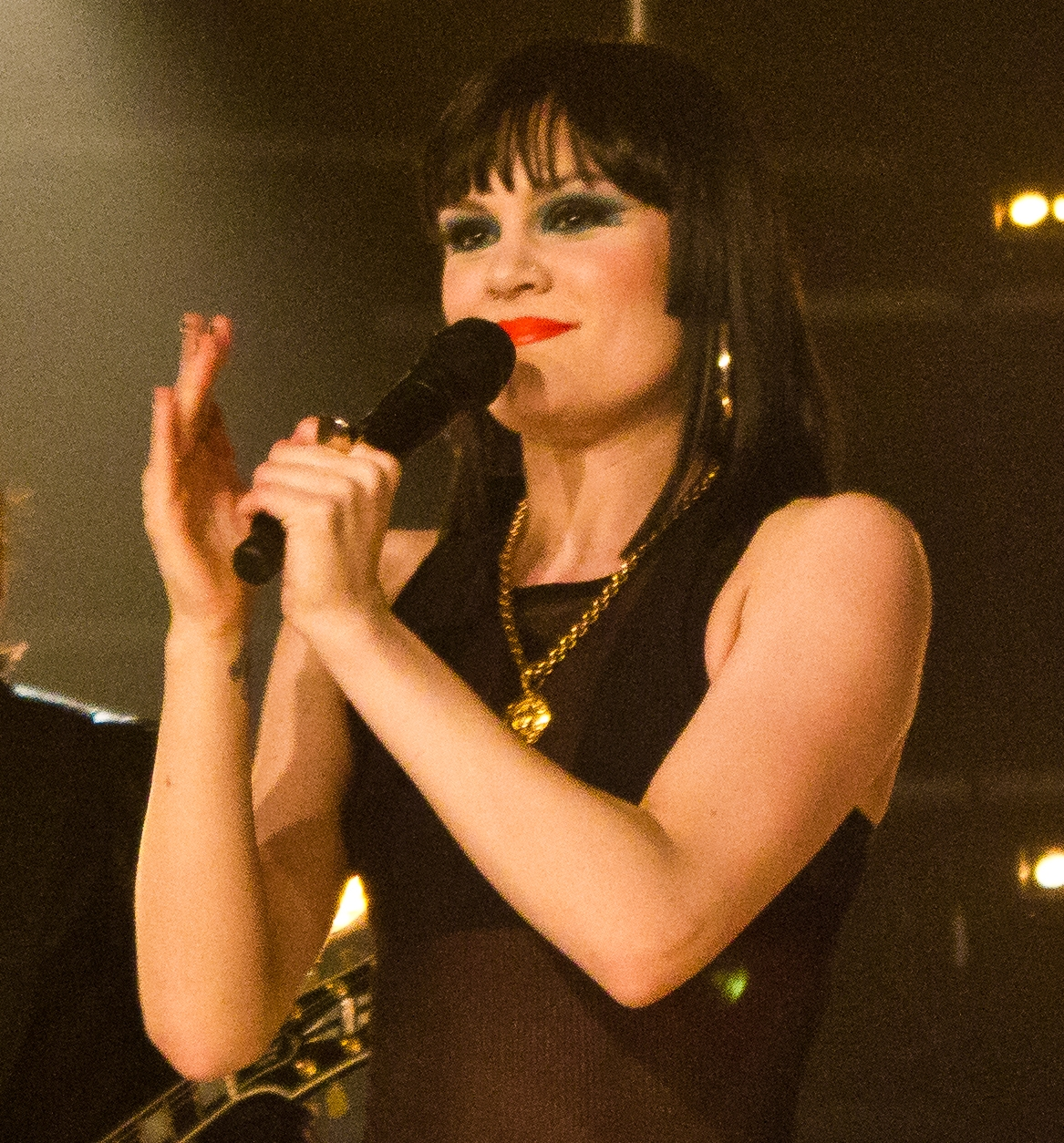
Jessie J; * 27. März

- 27. März: Jessie J, britische Popmusikerin

### April
- 07. April: Vilhelm Bromander, schwedischer Jazz- und Improvisationsmusiker (Bass, Komposition)
- 12. April: Tone Damli Aaberge, norwegische Sängerin
- 17. April: Patrik Pietschmann, deutscher Komponist, Arrangeur und Keyboarder
- 27. April: Güliz Ayla, türkische Popmusikerin
- 27. April: Daniel Kvammen, norwegischer Sänger
- 27. April: Lizzo, US-amerikanische Sängerin, Rapperin und Songwriterin

### Mai

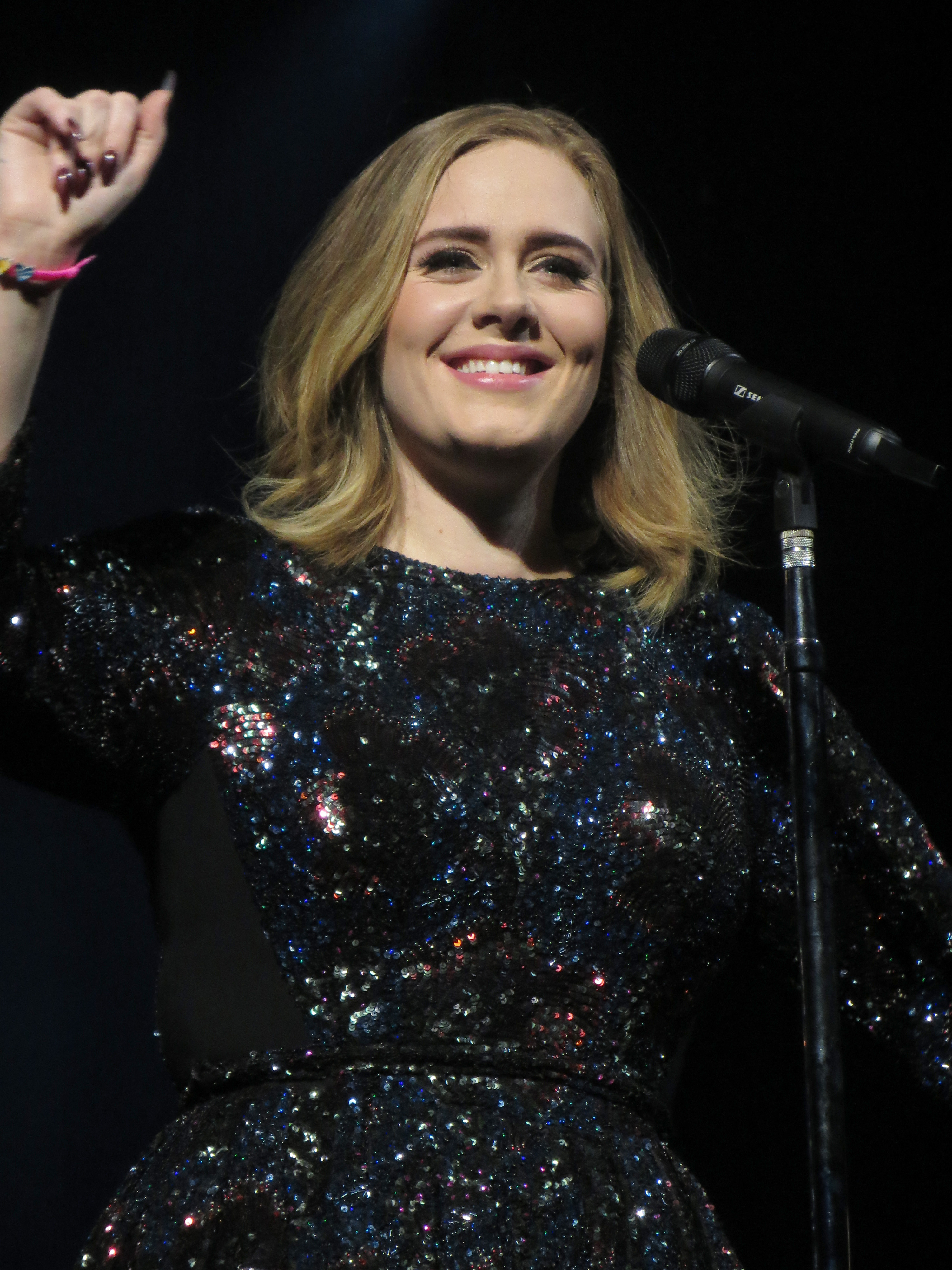
Adele; * 5. Mai

- 03. Mai: Fred Miekley, deutscher Musikmanager und Filmproduzent
- 05. Mai: Adele, britische Sängerin
- 05. Mai: Skye Sweetnam, kanadische Rocksängerin
- 09. Mai: Jenisbek Piyazov, usbekischer und karakalpakischer Opernsänger (Bass)
- 11. Mai: Antoine McAlister, US-amerikanischer Rapper
- 11. Mai: Felicitas Hadzik, deutsche Theaterschauspielerin, Regisseurin und Sängerin
- 14. Mai: Niklas Kahl, deutscher Rock- und Metal-Schlagzeuger
- 14. Mai: Charm La’Donna, US-amerikanische Tänzerin, Choreografin und Sängerin
- 20. Mai: Kārlis Auziņš, lettischer Musiker
- 23. Mai: Paul Dietrich, US-amerikanischer Jazzmusiker
- 28. Mai: Sabrina Klüber, deutsche Sängerin, Schauspielerin und Musicaldarstellerin
- 28. Mai: Larissa Rieß, deutsche Moderatorin, DJ und Sängerin
- 28. Mai: Ufo361, deutscher Rapper
- 29. Mai: Daria Kinzer, deutsche Schlagersängerin und Musicaldarstellerin
- 31. Mai: Marco Guazzone, italienischer Popmusiker

### Juni
- 01. Juni: Christine and the Queens, französischer nichtbinärer Sänger und Tänzer
- 01. Juni: Daniel Fellner, österreichischer Musiker und Produzent
- 02. Juni: Awkwafina, US-amerikanische Rapperin, Moderatorin und Schauspielerin
- 05. Juni: Tobias Gröninger, deutscher Komponist und Arrangeur für Opern-, Film- und Konzertmusik
- 07. Juni: Vanessa Mdee, tansanische Sängerin, Rapperin, Fernsehpersönlichkeit und Radiomoderatorin
- 10. Juni: Melanie Müller, deutsche Reality-TV-Darstellerin und Schlagersängerin
- 11. Juni: Yui Aragaki, japanische Schauspielerin, Model und Sängerin
- 12. Juni: Sven Garrecht, deutscher Liedermacher, Musiker und Kabarettist
- 18. Juni: Josh Dun, US-amerikanischer Musiker

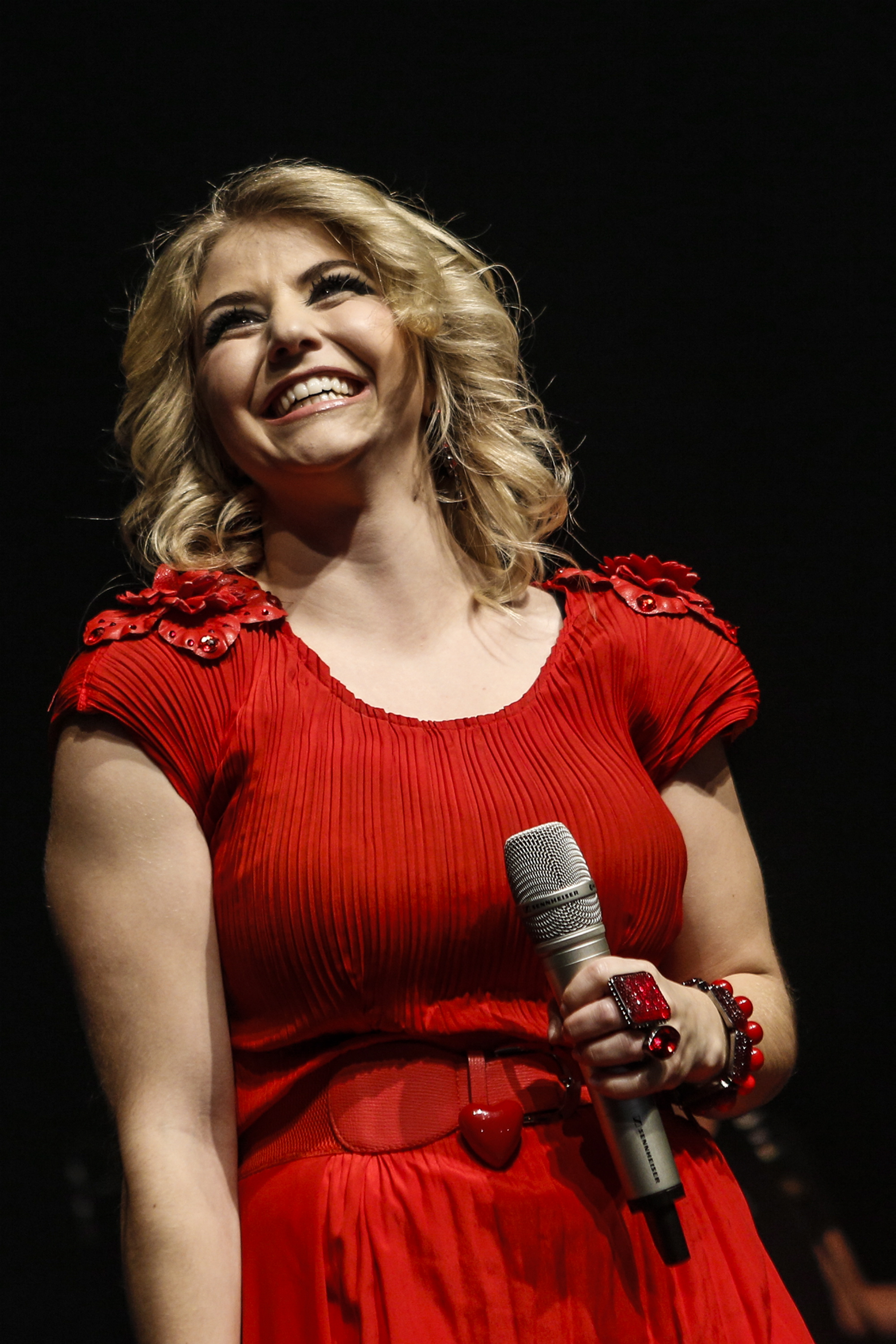
Beatrice Egli; * 21. Juni

- 21. Juni: Beatrice Egli, Schweizer Schlagersängerin
- 22. Juni: Valentine, deutsche Musikerin
- 23. Juni: Lari Basilio, brasilianische Gitarristin
- 27. Juni: Doe, US-amerikanischer Pop- und R&B-Musiker
- 28. Juni: Kanon Wakeshima, japanische Sängerin und Cellistin
- 29. Juni: Gzuz, deutscher Rapper

### Juli
- 05. Juli: Endea Owens, US-amerikanische Jazzmusikerin
- 06. Juli: Katy Tiz, englische Singer-Songwriterin
- 11. Juli: Yuka Iguchi, japanische Synchronsprecherin und Sängerin
- 11. Juli: Doina Sulac, moldauische Volksmusiksängerin und Songwriterin
- 14. Juli: Bastian Benoa, deutscher Sänger, Songwriter
- 20. Juli: Gazapizm, türkischer Rapper und Songwriter
- 20. Juli: Jonas Hein, deutscher Musicaldarsteller
- 20. Juli: Mike Heslin, US-amerikanischer Schauspieler, Autor, Produzent und Sänger († 2024)
- 20. Juli: Julianne Hough, US-amerikanische Schauspielerin, Sängerin und Tänzerin
- 22. Juli: Christopher Zabel, deutscher Punk-Rockbassist und Komponist
- 25. Juli: Marco Amherd, Schweizer Dirigent, Chorleiter, Organist und Intendant des Davos Festivals
- 27. Juli: Kai Anne Schuhmacher, deutsche Opern- und Theaterregisseurin sowie Kulturmanagerin

### August
- 01. August: Alice Sara Ott, deutsche Pianistin
- 01. August: Olia Tira, moldauische Sängerin
- 03. August: Sierra Ferrell, US-amerikanische Musikerin und Singer-Songwriterin
- 04. August: Laura Vass, rumänische Manele-Sängerin
- 09. August: AblaZ, deutscher Musiker
- 09. August: Simon Al-Odeh, deutscher Komponist und Trompeter
- 10. August: Kateryna Pawlenko, ukrainische Sängerin und Komponistin
- 16. August: Lisa McHugh, irische Sängerin
- 18. August: Jack Dolman, kanadisch-US-amerikanischer Musikeditor
- 18. August: G-Dragon, südkoreanischer Popmusiker, Songwriter, Produzent und Model
- 21. August: Lukas Meijer, schwedischer Pop- und Rocksänger
- 22. August: Minelli, rumänische Sängerin und Songwriterin
- 24. August: Kelly Lee Owens, britische Dance- und Electronic-Musikerin
- 27. August: Lance Butters, deutscher Rapper
- 30. August: Laura Põldvere, estnische Sängerin

### September
- 01. September: Martina Barta, tschechische Jazzsängerin
- 04. September: Bilal Göregen, türkischer Straßenmusiker und Schlagzeuger
- 07. September: Shindy, deutscher Rapper
- 08. September: Christie Dashiell, US-amerikanische Jazzmusikerin (Gesang, Komposition)
- 11. September: Alex Cameron, australischer Singer-Songwriter
- 13. September: Gringo Mayer, deutscher Musiker und Sänger
- 14. September: Muni Long, US-amerikanische Musikerin
- 20. September: Imran Abbas, deutscher Musikproduzent
- 21. September: Tom MacDonald, kanadischer Rapper
- 23. September: Szjerdene, britische Sängerin
- 23. September: Andy Zirnstein, deutscher Rapper
- 24. September: Kathrin Menzinger, österreichische Tänzerin
- 24. September: Birgit Õigemeel, estnische Popsängerin
- 27. September: Alma, französische Sängerin
- 28. September: Esmée Denters, niederländische Sängerin und Songwriterin
- 30. September: Olena Androssowa, ukrainische Sängerin, Musikerin und YouTuberin
- 30. September: Ben Cura, argentinisch-britischer Film- und Theaterschauspieler, Filmemacher und Musiker

### Oktober
- 02. Oktober: Karin Bonelli, österreichische Flötistin
- 03. Oktober: Max Giesinger, deutscher Singer-Songwriter
- 03. Oktober: A$AP Rocky, US-amerikanischer Rapper
- 03. Oktober: Alicia Vikander, schwedische Schauspielerin und Tänzerin
- 04. Oktober: Michael Eb, deutscher Sänger, Songwriter und Gitarrist

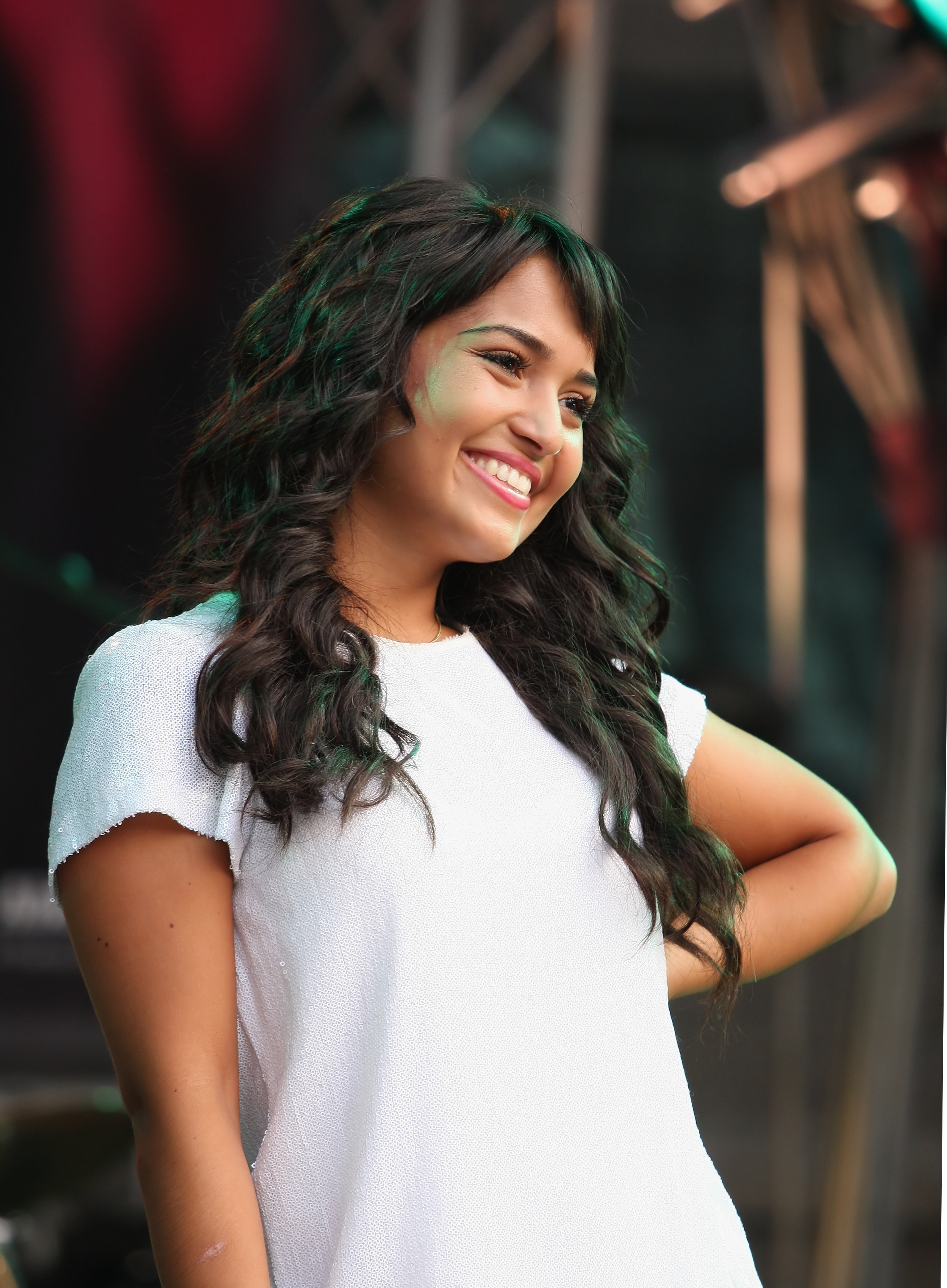
Bahar Kızıl; * 5. Oktober

- 05. Oktober: Bahar Kizil, deutsche Sängerin
- 09. Oktober: Gaëtane Abrial, französische Sängerin
- 09. Oktober: Frank Sidoris, US-amerikanischer Gitarrist
- 10. Oktober: Jodie Devos, belgische Opernsängerin († 2024)
- 16. Oktober: Yasmine Azaiez, britisch-tunesische Musikerin
- 17. Oktober: Dami Im, australische Popsängerin
- 18. Oktober: Arpi Gabrieljan, armenische Schauspielerin und Sängerin
- 18. Oktober: Riley Green, US-amerikanischer Countrysänger
- 20. Oktober: Francis Ofili Adetokunbo, nigerianischer Musiker
- 20. Oktober: A$AP Ferg, US-amerikanischer Rapper
- 20. Oktober: Doddy, rumänischer Sänger, Rapper und Musikproduzent
- 20. Oktober: Noémie Wolfs, belgische Sängerin
- 26. Oktober: John Devos, US-amerikanischer Schlagzeuger
- 28. Oktober: Cinzia Catania, Schweizer Sängerin und Komponistin

### November

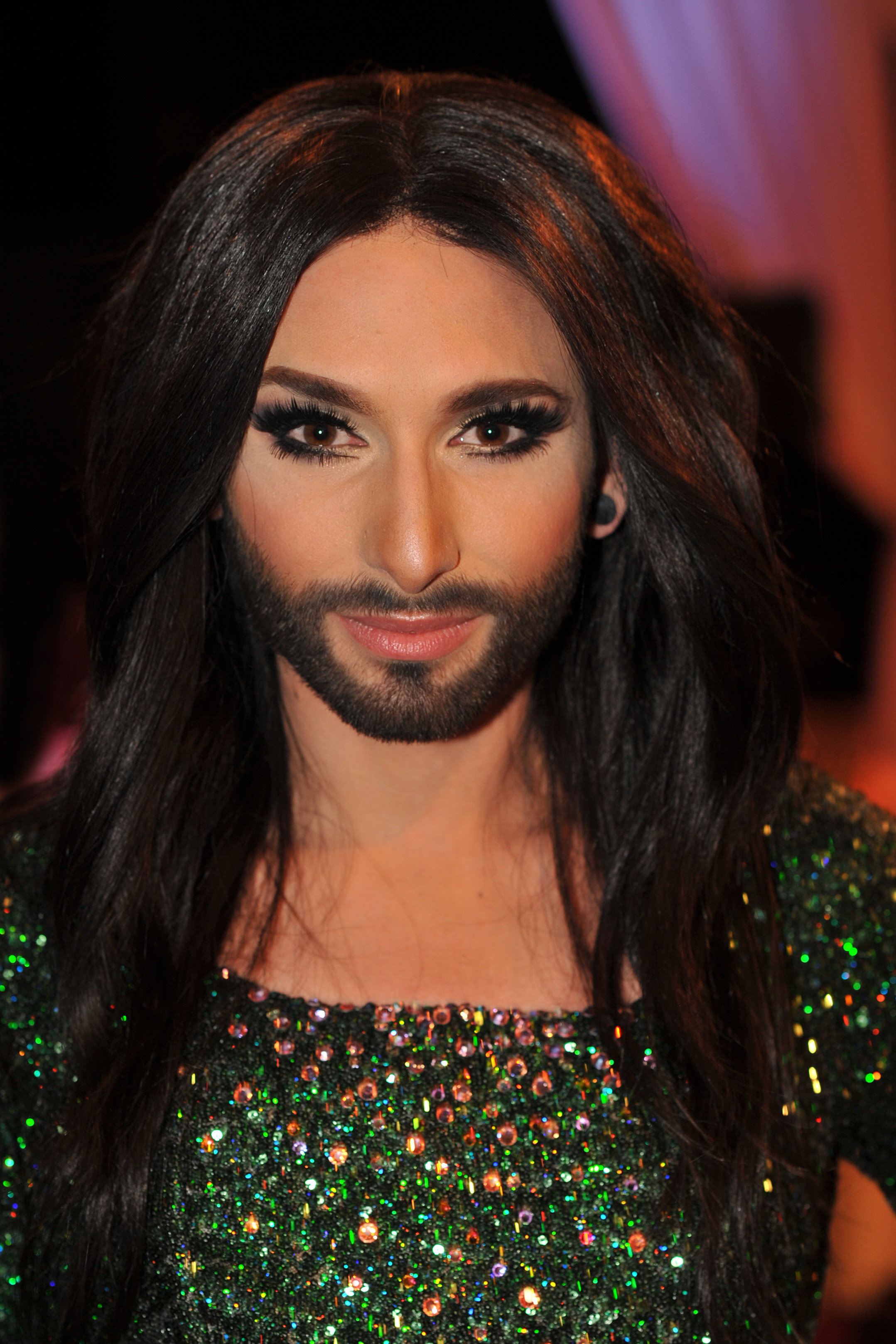
Conchita Wurst; * 6. November

- 06. November: Tom Neuwirth alias Conchita Wurst, österreichischer Sänger
- 08. November: Thomas Asanger, österreichischer Komponist

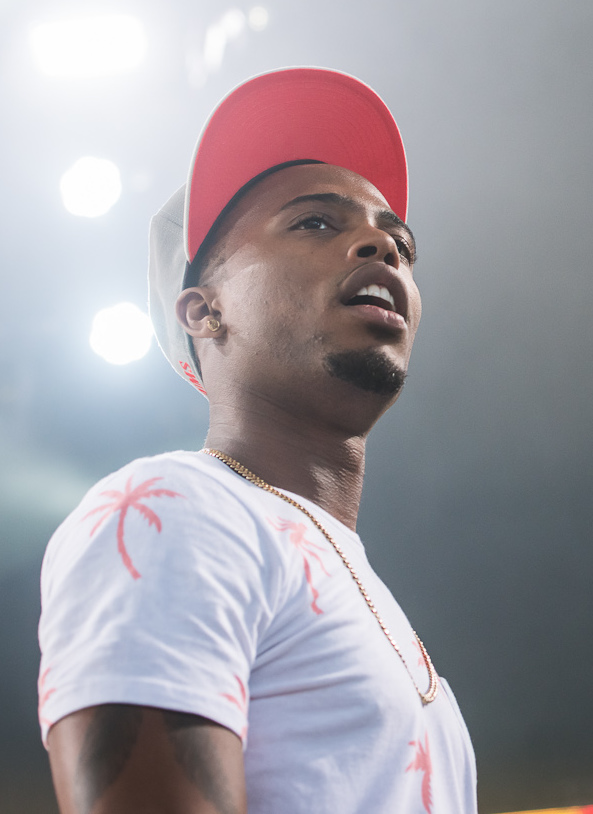
B.o.B; * 15. November

- 15. November: B.o.B, US-amerikanischer Rapper
- 16. November: Amalia Vitale, britische Schauspielerin, Sängerin und Synchronsprecherin
- 17. November: Eric Nam, koreanisch-amerikanischer Sänger und Schauspieler
- 17. November: Tamara Olorga, österreichische Musikerin
- 18. November: Max Buskohl, deutscher Singer-Songwriter, Musiker und Gitarrist
- 22. November: Jamie Campbell Bower, britischer Schauspieler und Sänger
- 24. November: Bracha Bdil, israelische Komponistin
- 27. November: Miroslav Šmajda, slowakischer Sänger
- 30. November: Kurdo, deutscher Rapper irakischer Herkunft

### Dezember
- 01. Dezember: Zoë Kravitz, US-amerikanische Schauspielerin, Musikerin, Model und Regisseurin
- 01. Dezember: Tyler Joseph, US-amerikanischer Musiker
- 01. Dezember: Jay Wadley, US-amerikanischer Filmkomponist und Arrangeur
- 06. Dezember: Sandra Nurmsalu, estnische Sängerin und Violinistin
- 08. Dezember: Carla Abrahamsen, schwedische Schauspielerin und Sängerin
- 09. Dezember: Bosca, deutscher Rapper
- 12. Dezember: Hahm Eun-jeong, südkoreanische Sängerin und Schauspielerin

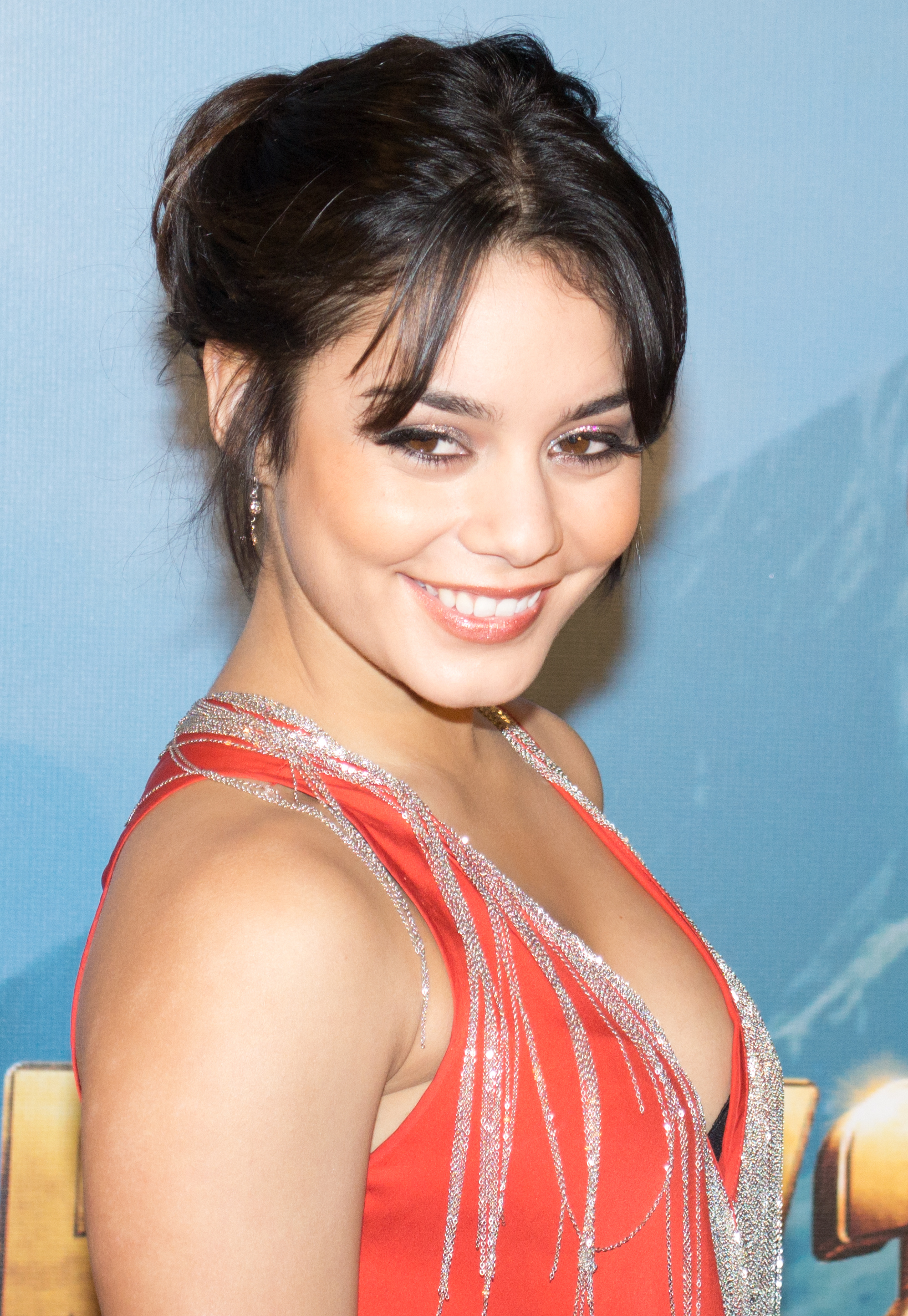
Vanessa Hudgens; * 14. Dezember

- 14. Dezember: Vanessa Hudgens, US-amerikanische Schauspielerin, Sängerin und Model
- 14. Dezember: Anna-Maria Zimmermann, deutsche Schlagersängerin
- 20. Dezember: Marc Roos, deutscher Jazzmusiker
- 22. Dezember: Mario Lang, österreichischer Rocksänger
- 23. Dezember: Devin Lytle, US-amerikanische Schauspielerin, Model und Tänzerin
- 24. Dezember: Nura, eritreische deutschsprachige Rapperin, Sängerin, Schauspielerin und Autorin
- 25. Dezember: Marco Mengoni, italienischer Popsänger
- 26. Dezember: Alessio Cazzetta, italienisch-südafrikanischer Fusion- und Jazzmusiker (Gitarre, Komposition)
- 27. Dezember: Hayley Williams, US-amerikanische Sängerin

### Genaues Geburtsdatum unbekannt
- Naíma Acuña, spanische Jazzmusikerin (Schlagzeug)
- Hassan Akkouch, deutsch-libanesischer Schauspieler und Tänzer
- Arif, norwegischer Rapper, Sänger und Songwriter
- Gregor Aufmesser, österreichischer Jazzmusiker (Kontrabass, Komposition)
- Angela Avetisyan, armenisch-russische Jazzmusikerin
- Vera Baumann, Schweizer Improvisationsmusikerin
- Katharina Baur, deutsche Historikerin, Musikerin und Hörfunkmoderatorin
- Tom Berkmann, deutscher Jazzmusiker
- Baiju Bhatt, indisch-schweizerischer Jazz- und Fusionmusiker
- Antonia Bill, deutsche Schauspielerin und Chansonsängerin
- Domi Chansorn, Schweizer Musiker und Musikproduzent
- Chrystal, britische Singer-Songwriterin und Künstlerin der Elektronischen Tanzmusik
- Thomas Dunford, französischer Lautenist
- Karel Eriksson, schwedischer Jazzmusiker (Posaune, Komposition)
- Mona Fischer, deutsche Schauspielerin, Musicaldarstellerin, Hörbuchsprecherin und Sängerin
- Luke Flynn, US-amerikanischer Komponist
- Julius Gabriel, deutscher Jazz- und Improvisationsmusiker (Saxophon)
- Patrick Grahl, deutscher Tenor
- Manuel Grund, deutscher Musikpädagoge, Dirigent und Komponist
- Felix Harrer, deutscher DJ, Produzent und Songwriter
- Tobias Hoffmann, deutscher Jazzmusiker (Saxophon, Komposition)
- Lisa Hoppe, deutsche Jazzmusikerin
- Shih-Wei Huang, taiwanische Pianistin
- Jonny König, deutscher Schlagzeuger und Musikproduzent
- Lukas König, österreichischer Jazz- und Improvisationsmusiker (Schlagzeug, Keyboard, Komposition)
- Marija Kovčo, kroatische Schauspielerin und Sängerin
- Julia Kriegsmann, deutsche Jazzmusikerin (Saxophon)
- Kupla, finnischer Musiker, Musikproduzent und Sounddesigner
- Thomas Kuratli, Schweizer Musiker, Komponist elektronischer Musik, Filmkomponist und Sounddesigner
- Magdalena Łapaj, polnische Saxophonistin
- Samuel Leipold, Schweizer Jazzmusiker
- Barbra Lica, kanadische Jazzsängerin und Songwriterin
- Andrew Lisle, britischer Jazz- und Improvisationsmusiker (Schlagzeug)
- Elsa M’Bala, kamerunisch-deutsche Klangkünstlerin, Musikerin und Performerin
- Lukas McNally, deutsch-australischer Komponist und Musiker
- Marvin Miller, deutscher Komponist und Musiker
- Elena Mîndru, rumänische Jazzmusikerin
- Sinéad Mulvey, irische Popsängerin
- Rusanda Panfili, rumänische Violinistin
- Nicolás Politzer, argentinischer Jazzmusiker (Schlagzeug, Komposition)
- Tom Rivière, britischer Jazzmusiker (Kontrabass)
- Julia Rüffert, deutsche Jazzmusikerin
- Marie Spaemann, österreichische Cellistin und Singer-Songwriterin
- Yanek Stärk, deutscher Musiker, Songwriter und Musikproduzent
- Testo, deutscher Rapper
- Raphael Walser, Schweizer Jazzmusiker
- Astrid Wiesinger, österreichische Jazzmusikerin (Saxophon, Bassklarinette, Komposition)
- Kim Wigaard, norwegischer Sänger und Fernsehmoderator

### Geboren vor 1988
- Željko Topalović, Heavy-Metal-Sänger und -Produzent

### Geboren um 1988
- Laura Cocks, US-amerikanische Flötistin und Musikwissenschaftlerin
- Clémence Manachère, französische Jazzmusikerin (Flöte, Komposition)
- Michael Thomas, US-amerikanischer Jazzmusiker (Saxophon, Bassklarinette, Komposition)
- Mauricio Velasierra, kolumbianischer Fusion- und Weltmusiker (Quena, andere Flöten, Komposition)

## Gestorben

### Januar
- 01. Januar: Karl Ganzer, österreichischer Komponist (* 1920)
- 01. Januar: Chuck Gentry, US-amerikanischer Jazzmusiker (Baritonsaxophon, Klarinette, Fagott) (* 1911)
- 03. Januar: Doc Hopkins, US-amerikanischer Musiker (* 1900)
- 04. Januar: Jørn Grauengaard, dänischer Jazz- und Unterhaltungsmusiker (Gitarre, Orchesterleitung) und Filmkomponist (* 1921)
- 04. Januar: Lily Laskine, französische Harfenistin (* 1893)
- 06. Januar: Steady Nelson, US-amerikanischer Jazztrompeter und Sänger (* 1913)
- 08. Januar: Ray Bauduc, US-amerikanischer Bandleader und Schlagzeuger (* 1906)
- 09. Januar: Heinz Scholz, österreichischer Pianist, Hochschullehrer und Präsident des Mozarteum Salzburg (* 1897)
- 11. Januar: Joe Albany, US-amerikanischer Jazzpianist (* 1924)
- 11. Januar: Tony Aless, US-amerikanischer Jazzpianist (* 1921)
- 12. Januar: Alberto Arenas, argentinischer Tangosänger (* 1910)
- 12. Januar: Julie Conway, US-amerikanische Sängerin (* 1919)
- 12. Januar: Bruno Prevedi, italienischer Opernsänger (Tenor) (* 1928)
- 14. Januar: Pi Scheffer, niederländischer Komponist und Dirigent (* 1909)
- 18. Januar: Joseph Gershenson, US-amerikanischer Orchesterleiter und Filmproduzent (* 1904)
- 18. Januar: Al Hall, US-amerikanischer Jazzbassist (* 1915)
- 19. Januar: Mehdi Barkeshli, iranischer Musikwissenschaftler und Physiker (* 1912)
- 19. Januar: Jewgeni Alexandrowitsch Mrawinski, russischer Dirigent (* 1903)
- 20. Januar: Dora Stratou, griechische Tänzerin, Sängerin und Choreographin (* 1903)
- 24. Januar: Maria Collm, österreichische Schauspielerin, Sängerin und Diseuse (* 1901)
- 25. Januar: Chester Boone, US-amerikanischer Jazztrompeter (* 1906)
- 29. Januar: Rogier van Otterloo, niederländischer Jazz-Bigbandleader, Arrangeur und Komponist (* 1941)
- 30. Januar: Eddie Cano, US-amerikanischer Jazzpianist, -komponist, -arrangeur und Bandleader (* 1927)
- 30. Januar: Gerold Walzel, österreichischer Dichter und Komponist (* 1901)
- 31. Januar: Nikolai Pawlowitsch Budaschkin, sowjetischer Komponist und Musikprofessor (* 1910)
- 31. Januar: Amir Nasser Eftetah, iranischer Tombakspieler und -lehrer (* 1935)
- 31. Januar: Corry Vonk, niederländische Kabarettistin, Sängerin und Schauspielerin (* 1901)
- 00. Januar: Ilona Feher, ungarisch-israelische Geigerin und Musikpädagogin (* 1901)
- 00. Januar: George Goddard, trinidadischer Musiker (* 1924)

### Februar
- 01. Februar: Toni Iordache, rumänischer Zymbalspieler (* 1942)
- 02. Februar: Solomon, britischer Pianist (* 1902)
- 03. Februar: Radamés Gnattali, brasilianischer Musiker und Komponist (* 1906)
- 04. Februar: Willi Kollo, deutscher Komponist (* 1904)
- 06. Februar: Richard Bock, US-amerikanischer Jazzproduzent (* 1927)
- 06. Februar: Traugott Fedtke, deutscher Organist und Komponist (* 1909)
- 06. Februar: Eric Mandell, deutsch-US-amerikanischer Kantor, Chorleiter und Sänger (Bariton) (* 1902)
- 07. Februar: Martine Géliot, französische Harfenistin (* 1948)
- 07. Februar: Antonio Emmanuilowitsch Spadawekkia, sowjetischer Komponist (* 1907)
- 09. Februar: Eric Abbott, kanadischer Musikpädagoge, Kapellmeister, Pianist, Organist, Kornettist, Komponist und Arrangeur (* 1929)
- 09. Februar: Kurt Herbert Adler, österreichisch-US-amerikanischer Dirigent (* 1905)
- 10. Februar: Don Patterson, US-amerikanischer Jazzorganist (* 1936)
- 10. Februar: Paolo Renosto, italienischer Komponist, Dirigent und Pianist (* 1935)
- 11. Februar: René Hall, US-amerikanischer Rhythm-&-Blues- und Jazzgitarrist, Songwriter und Arrangeur (* 1903)
- 13. Februar: Léon Goossens, englischer Oboist (* 1897)
- 13. Februar: Ursula Noack, deutsche Kabarettistin, Schauspielerin, Hörspielsprecherin und Chansonsängerin (* 1918)
- 13. Februar: Nils-Eric Ringbom, finnischer Komponist, Musikwissenschaftler, Musikkritiker und Musikmanager (* 1907)
- 14. Februar: Frederick Loewe, US-amerikanischer Komponist (* 1901)
- 15. Februar: Al Cohn, US-amerikanischer Jazzsaxophonist und Arrangeur (* 1925)
- 15. Februar: Detlef Kleuker, deutscher Orgelbauer (* 1922)
- 16. Februar: Jean Carignan, kanadischer Fiddle-Spieler (* 1916)
- 16. Februar: Charles Delaunay, französischer Jazzautor und Musikkritiker (* 1911)
- 17. Februar: Alexander Nikolajewitsch Baschlatschow, russischer Poet, Liedautor und Sänger (* 1960)
- 24. Februar: Memphis Slim, US-amerikanischer Bluessänger und -pianist (* 1915)
- 25. Februar: Henri Doyen, französischer Organist und Komponist (* 1905)
- 25. Februar: Arnold Enlow, US-amerikanischer Jazzmusiker (Schlagzeug) (* 1933)
- 25. Februar: Peck Morrison, US-amerikanischer Jazzmusiker (* 1919)
- 27. Februar: Gene De Paul, US-amerikanischer Komponist und Songwriter (* 1919)
- 28. Februar: Edith Johnson, US-amerikanische Jazzpianistin und Bluessängerin (* 1903)
- 28. Februar: Leopold Paasch, deutscher Komponist und Pianist (* 1912)
- 29. Februar: Vaughn Horton, US-amerikanischer Countrysänger und Songwriter (* 1911)

### März
- 03. März: Tommy Potter, US-amerikanischer Jazzkontrabassist (* 1918)
- 03. März: Henryk Szeryng, polnisch-mexikanischer Geiger, Violinpädagoge, Herausgeber, Komponist und Diplomat (* 1918)
- 04. März: Ernesto Duarte Brito, kubanischer Pianist, Komponist und Bandleader (* 1922)
- 06. März: Jeanne Aubert, französische Sängerin und Schauspielerin (* 1900)
- 07. März: Divine, US-amerikanischer Sänger und Schauspieler (* 1945)
- 08. März: Ken Colyer, britischer Jazz- und Skifflemusiker (* 1928)
- 10. März: Andy Gibb, britisch-australischer Sänger (* 1958)
- 10. März: William Wordsworth, englischer Komponist (* 1908)
- 11. März: Harry Brauner, rumänischer Musikethnologe, Journalist und Hochschullehrer (* 1908)
- 12. März: Romare Bearden, US-amerikanischer Karikaturist, Maler und Liedermacher (* 1911)
- 12. März: Felix-Eberhard von Cube, deutscher Komponist, Musikwissenschaftler und Musiktheoretiker (* 1903)
- 14. März: Willi Apel, US-amerikanischer Musikwissenschaftler (* 1893)
- 14. März: Bruno Balz, deutscher Text- und Schlagerdichter (* 1902)
- 15. März: Sten-Åke Axelson, schwedischer Dirigent (* 1906)
- 15. März: Carl Momberg, deutscher Opernsänger (Bariton) und Regisseur (* 1901)
- 15. März: Frank Perkins, US-amerikanischer Komponist und Dirigent (* 1908)
- 16. März: Dannie Richmond, US-amerikanischer Jazzschlagzeuger (* 1935)
- 17. März: Nikolas Asimos, griechischer Liedermacher (* 1949)
- 18. März: Gerald Abraham, englischer Musikwissenschaftler (* 1904)
- 18. März: Billy Butterfield, US-amerikanischer Jazztrompeter (auch Kornett, Flügelhorn) (* 1917)
- 20. März: Jeanne Behrend, US-amerikanische Pianistin (* 1911)
- 20. März: Gil Evans, kanadischer Jazzmusiker (Arrangeur, Komponist, Bandleader und Pianist) (* 1912)
- 20. März: Georg Wieter, deutscher Opern- und Konzertsänger (Bass) (* 1896)
- 22. März: Albert Benz, Schweizer Komponist und Dirigent (* 1927)
- 22. März: Rudolf Matz, jugoslawischer Cellist, Komponist, Dirigent, Lehrer und Leichtathlet (* 1901)
- 23. März: Sissel Castberg, norwegische Schriftstellerin, Journalistin, Liedtexterin und Aktivistin der Lesbenbewegung (* 1927)
- 23. März: Erich Limmert, deutscher Musikkritiker und Geiger, Dirigent und Komponist (* 1909)
- 26. März: Musa Kaleem, US-amerikanischer Tenorsaxophonist, Baritonsaxophonist und Flötist (* 1921)
- 27. März: Fred Jay, österreichischer Schlagertexter (* 1914)
- 29. März: Maurice Blackburn, kanadischer Komponist, Dirigent, Klanggestalter für Filme und Erbauer von Streichinstrumenten (* 1914)

### April
- 02. April: Wladimir Ananjewitsch Peskin, russischer Komponist (* 1906)
- 04. April: Jimmy Berg, austro-US-amerikanischer Journalist, Komponist, Librettist, Hörfunkredakteur und Musikverleger (* 1909)
- 04. April: Kai Ewans, dänisch-US-amerikanischer Jazzmusiker (Altsaxophon, Klarinette) (* 1906)
- 05. April: Alan Shorter, US-amerikanischer Jazzmusiker (Trompete und Flügelhorn) und Komponist (* 1932)
- 06. April: Leroy Kirkland, US-amerikanischer Jazz- und Rhythm-&-Blues-Gitarrist, Songwriter und Arrangeur (* 1906)
- 06. April: Ernst Ludwig Uray, österreichischer Komponist und NS-Funktionär (* 1906)
- 07. April: Cesar Bresgen, österreichischer Komponist, Hochschullehrer und Buchautor (* 1913)
- 09. April: Brook Benton, US-amerikanischer Soul-Sänger und Songschreiber (* 1931)
- 11. April: Javier Alfonso y Hernán, spanischer Pianist, Komponist und Musikpädagoge (* 1904)
- 11. April: Annemarie Jürgens, argentinisch-deutsche Schauspielerin und Sopranistin (* 1910)
- 12. April: Colette Deréal, französische Chansonsängerin und Schauspielerin (* 1927)
- 12. April: Helmut Kahlhöfer, deutscher Kirchenmusiker und Hochschullehrer (* 1914)
- 14. April: Pony Poindexter, US-amerikanischer Jazzmusiker (Sopransaxophon, Altsaxophon und Tenorsaxophon, Klarinette und Gesang) (* 1926)
- 16. April: Binia Bill, Schweizer Fotografin und Musikerin (* 1904)
- 17. April: George Dale Williams, US-amerikanischer Arrangeur, Pianist und Komponist (* 1917)
- 19. April: Jonasz Kofta, polnischer Liedermacher und Dichter (* 1942)
- 21. April: Paul Steinitz, britischer Organist und Dirigent (* 1909)
- 24. April: Michel Attenoux, französischer Musiker (Sopran- und Altsaxophon, Klarinette) und Bandleader (* 1930)
- 24. April: Forest Rye, US-amerikanischer Country-Sänger (* 1910)
- 25. April: Carolyn Franklin, US-amerikanische Singer-Songwriterin (* 1944)
- 25. April: Ken Jones, britischer Dirigent und Komponist (* 1927)
- 26. April: Arbee Stidham, US-amerikanischer Blues-Musiker (Gesang, Saxophon, Gitarre, Harmonika) (* 1917)
- 29. April: Jan Kapr, tschechischer Komponist (* 1914)
- 29. April: Irving Kolodin, US-amerikanischer Musikkritiker und Musikhistoriker (* 1908)
- 29. April: James McCracken, US-amerikanischer Opernsänger (Tenor) (* 1926)
- 30. April: Wacław Geiger, polnischer Komponist, Dirigent und Musikpädagoge (* 1907)
- 00. April: Alabama Junior Pettis, US-amerikanischer Bluesgitarrist (* um 1935)

### Mai
- 02. Mai: Anna Danilowna Artobolewskaja, ukrainisch-russische Pianistin und Hochschullehrerin (* 1905)
- 05. Mai: Billo Frómeta, dominikanischer Musiker, Komponist und Dirigent (* 1915)
- 05. Mai: Ferruccio Vignanelli, italienischer Organist, Cembalist und Musikpädagoge (* 1903)
- 06. Mai: Gejza Dusík, slowakischer Komponist (* 1907)
- 08. Mai: Elisabeth Deuringer, deutsche Sängerin (* 1913)
- 08. Mai: Nappy Lamare, US-amerikanischer Jazzmusiker (Banjo, Gitarre, Gesang) (* 1907)
- 08. Mai: Otto Nitze, deutscher Musiker und Komponist (* 1924)
- 09. Mai: Friedrich Dalberg, südafrikanischer Opernsänger (Bass) (* 1907)
- 10. Mai: Ciarán Bourke, irischer Folk-Musiker (* 1935)
- 10. Mai: Bobby Guyer, US-amerikanischer Jazztrompeter und Sänger (* 1916)
- 11. Mai: Erwin Steinbacher, deutscher Jazz- und Unterhaltungsmusiker (Tenorsaxophon, Klavier, Violine, Klarinette, Gesang, Arrangement), Komponist und Bandleader (* 1903)
- 13. Mai: Chet Baker, US-amerikanischer Jazzmusiker (Trompete, Flügelhorn), Sänger und Komponist (* 1929)
- 15. Mai: Franz Fehringer, deutscher Opern-, Operetten-, Konzert- und Rundfunksänger (lyrischer Tenor) (* 1910)
- 15. Mai: György Garay, ungarischer Geiger (* 1909)
- 15. Mai: Joseph Kronsteiner, österreichischer römisch-katholischer Geistlicher und Kirchenmusiker (* 1910)
- 18. Mai: Christopher Gore, US-amerikanischer Drehbuchautor und Liedtexter (* 1944)
- 18. Mai: Michiko de Kowa-Tanaka, japanisch-österreichische Schauspielerin und Sängerin (Sopran) (* 1909)
- 20. Mai: René Defossez, belgischer Komponist und Dirigent (* 1905)
- 20. Mai: László Somogyi, ungarischer Dirigent (* 1907)
- 21. Mai: Harry Babasin, US-amerikanischer Jazzmusiker (Kontrabass und Cello) (* 1921)
- 21. Mai: Sammy Davis senior, US-amerikanischer Sänger und Tänzer (* 1900)
- 21. Mai: Hansi Dujmic, österreichischer Musiker und Schauspieler (* 1956)
- 21. Mai: Andreas Liess, österreichischer Musikpädagoge, Musikwissenschaftler und Kulturphilosoph (* 1903)
- 22. Mai: Chucho Martínez Gil, mexikanischer Sänger und Komponist (* 1917)
- 23. Mai: Joseph Neyses, deutscher Musiker (* 1893)
- 24. Mai: Tom Adair, US-amerikanischer Liedtexter, Komponist und Drehbuchautor (* 1913)
- 27. Mai: Hermann Hauser II, deutscher Gitarrenbauer (* 1911)
- 28. Mai: Sy Oliver, US-amerikanischer Jazztrompeter, Arrangeur, Komponist, Sänger und Bandleader (* 1910)

### Juni
- 02. Juni: Adolphus Alsbrook, US-amerikanischer Jazz- und Rhythm-&-Blues-Musiker (Kontrabass, Bassgitarre, Harfe), Arrangeur und Komponist (* 1912)
- 02. Juni: Nasib Gajasowitsch Schiganow, tatarischer Komponist (* 1911)
- 03. Juni: Jim Brewer, US-amerikanischer Bluessänger und -gitarrist (* 1920)
- 03. Juni: Allan Reuss, US-amerikanischer Jazzgitarrist (* 1915)
- 06. Juni: Odilio Urfé, kubanischer Pianist, Flötist, Dirigent und Musikwissenschaftler (* 1921)
- 08. Juni: Yvonne Hubert, kanadische Pianistin und Musikpädagogin (* 1895)
- 09. Juni: Willy Seiler, deutscher Schauspieler, Sänger und Moderator (* 1930)
- 10. Juni: Rudolph Dunbar, britischer Jazz- und Unterhaltungsmusiker (Klarinette, Saxophon), später Dirigent und Komponist (* 1899)
- 12. Juni: Eugenie Baird, US-amerikanische Sängerin der Jazz- und Unterhaltungsmusik (* 1924)
- 12. Juni: Marcel Poot, belgischer Komponist (* 1901)
- 12. Juni: Emil Telmányi, ungarischer Geiger und Dirigent (* 1892)
- 14. Juni: Luzi Bergamin, Schweizer Ländlermusikant und Komponist (* 1901)
- 16. Juni: Annelies Burmeister, deutsche Opern-, Oratorien- und Kantatensängerin (Stimmlage Alt) (* 1928)
- 16. Juni: Rudi Rischbeck, deutscher Jazz- und Unterhaltungsmusiker (Geige, Klarinette, Saxophon, Orchesterleitung) (* 1903)
- 17. Juni: Jack Leonard, US-amerikanischer Sänger (* 1913)
- 17. Juni: Paul Willert, deutscher Musikwissenschaftler und Sänger (Bariton) (* 1901)
- 19. Juni: Marie Logoreci, albanische Film- und Theaterschauspielerin und Sängerin (* 1920)
- 22. Juni: Burrill Phillips, US-amerikanischer Komponist (* 1907)
- 24. Juni: Liselotte Thomamüller, deutsche Opernsängerin (Sopran) (* 1908)

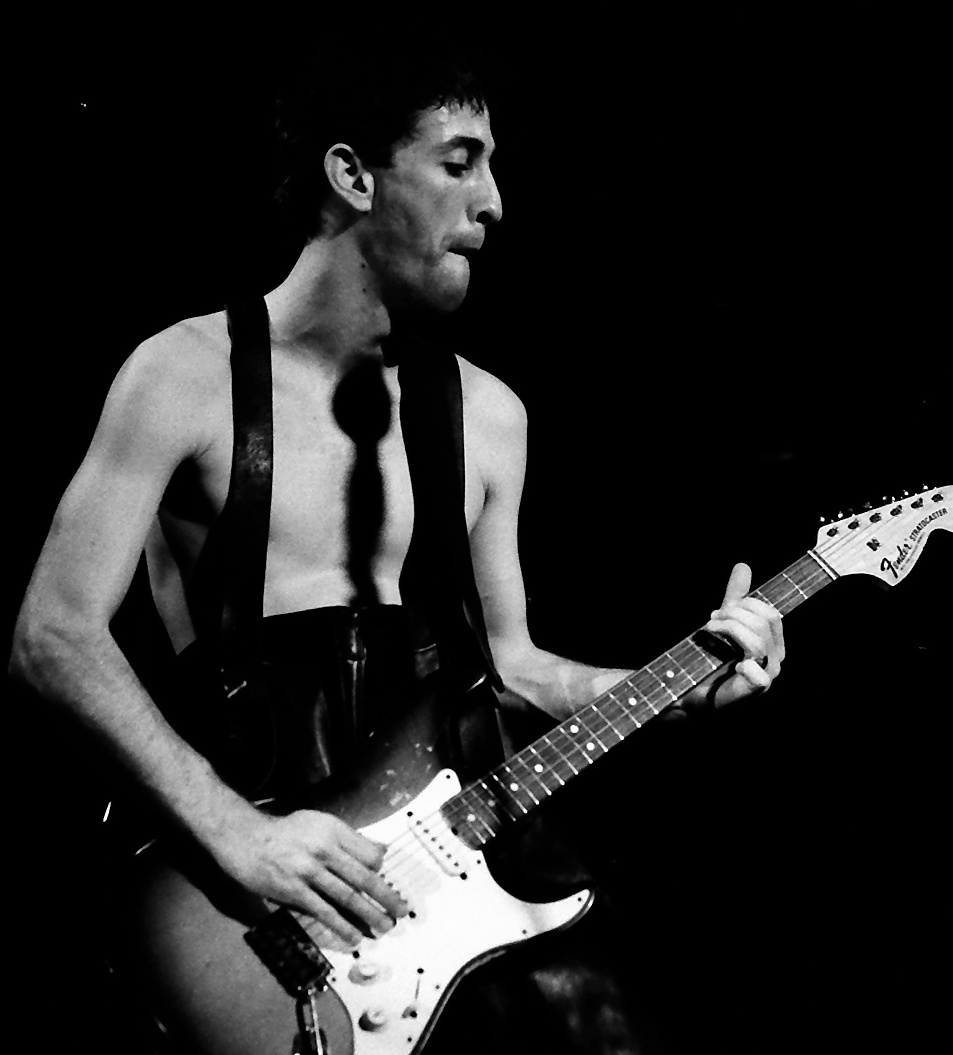
Hillel Slovak; † 25. Juni

- 25. Juni: Hillel Slovak, US-amerikanischer Musiker (* 1962)
- 25. Juni: Jimmy Soul, US-amerikanischer Popsänger (* 1942)
- 27. Juni: Heinz Rehfuss, deutsch-schweizerischer Opernsänger (Bassbariton) (* 1917)
- 27. Juni: John Ter-Tadewosjan, sowjetisch-armenischer Komponist und Violinist (* 1926)

### Juli
- 01. Juli: Lex van Delden, niederländischer Komponist und Musikkritiker (* 1919)
- 01. Juli: Ursula van Diemen, deutsche Sängerin und Schauspielerin (* 1897)
- 01. Juli: Robert Riefling, norwegischer Pianist und Musikpädagoge (* 1909)
- 01. Juli: Hellmuth Christian Wolff, deutscher Musikwissenschaftler, Maler und Komponist (* 1906)
- 02. Juli: Hans Lynge, grönländischer Schriftsteller, Maler, Bildhauer, Komponist, Katechet und Landesrat (* 1906)
- 02. Juli: Eddie Vinson, US-amerikanischer Jazz- und Rhythm-and-Blues-Saxophonist (* 1917)
- 12. Juli: Michael Jary, deutscher Komponist (* 1906)
- 13. Juli: Luisito Benjamín, puerto-ricanischer Pianist (* 1922)
- 17. Juli: Erich Börschel, deutscher Komponist und Orchesterleiter (* 1907)
- 18. Juli: Joly Braga Santos, portugiesischer Komponist und Dirigent (* 1924)
- 18. Juli: Petre Munteanu, rumänischer lyrischer Tenor (* 1919)
- 18. Juli: John Neves, US-amerikanischer Jazzmusiker (Kontrabass) (* 1931)
- 18. Juli: Nico, deutsche Sängerin, Komponistin, Liedtexterin, Schauspielerin und Model (* 1938)
- 18. Juli: John W. Schaum, US-amerikanischer Pianist, Komponist und Klavierpädagoge (* 1905)
- 19. Juli: Johnny Miller, US-amerikanischer Jazzmusiker (Kontrabass, Komposition) (* 1915)
- 20. Juli: Richard Holm, deutscher Opernsänger (Tenor) (* 1912)
- 21. Juli: Pacho Galán, kolumbianischer Komponist (* 1904)
- 21. Juli: Michail Dawydowitsch Wolpin, sowjetischer Drehbuchautor und Liedtexter (* 1902)
- 21. Juli: Stanisława Zawadzka, polnische Opernsängerin (Sopran) und Gesangspädagogin (* 1890)
- 25. Juli: Mort Stulmaker, US-amerikanischer Jazzbassist (* 1906)
- 29. Juli: Pete Drake, US-amerikanischer Gitarrist und Musikproduzent (* 1932)
- 30. Juli: Irma Schaichet, Schweizer Pianistin und Klavierpädagogin (* 1895)
- 31. Juli: Ernst Klusen, deutscher Musikwissenschaftler, Komponist, Musikpädagoge und Volksliedforscher (* 1909)
- 31. Juli: André Navarra, französischer Cellist (* 1911)

### August
- 02. August: Harald Kruse, deutscher Komponist und Pianist (* 1923)
- 08. August: Félix Leclerc, kanadischer Autor, Komponist, Musiker und Schauspieler (* 1914)
- 08. August: Panchito Riset, kubanischer Son- und Bolerosänger (* 1910)
- 09. August: Giacinto Scelsi, italienischer Komponist und Dichter (* 1905)
- 11. August: Walter Hamma, deutscher Geigenbauer (* 1916)
- 12. August: Bixie Crawford, US-amerikanische Jazz- und Rhythm-&-Blues-Sängerin (* 1921)
- 13. August: Tenor Saw, jamaikanischer Reggae-Musiker (* 1966)
- 14. August: Fred Below, US-amerikanischer Bluesmusiker (* 1926)
- 14. August: Roy Buchanan, US-amerikanischer Bluesrock-Gitarrist (* 1939)
- 14. August: Robert Calvert, britischer Allroundkünstler, Dichter, Schauspieler und Musiker (* 1945)
- 15. August: Bill Beason, US-amerikanischer Jazzschlagzeuger (* 1908)
- 15. August: Rudy Collins, US-amerikanischer Jazzschlagzeuger (* 1934)
- 15. August: Hannes Hoffmann, österreichischer Operettensänger (* 1918)
- 15. August: Ronald Stein, US-amerikanischer Komponist und Filmkomponist (* 1930)
- 15. August: Hans Heinz Stuckenschmidt, deutscher Musikwissenschaftler und Musikkritiker (* 1901)
- 16. August: Milton Adolphus, US-amerikanischer Komponist (* 1913)
- 18. August: Li Gotami Govinda, indische Malerin, Fotografin, Autorin und Komponistin (* 1906)
- 20. August: Ferdinand Karmelk, niederländischer Gitarrist (* 1950)
- 21. August: Lilia d’Albore, italienische Violinistin (* 1914)
- 22. August: Otto Franker, dänischer Pianist, Vibraphonist, Orchesterleiter und Songwriter (* 1921)
- 22. August: Frances James, kanadische Sopranistin und Musikpädagogin (* 1903)
- 23. August: Christian Garros, französischer Jazzschlagzeuger und Bigband-Leiter (* 1920)
- 24. August: Kenneth Leighton, englischer Komponist und Hochschullehrer (* 1929)
- 25. August: Waldemar Reichhard, deutscher Opernsänger (* 1915)
- 25. August: Rudolf Hartmann, deutscher Opernregisseur und -intendant (* 1900)
- 26. August: Thomas H. Kerr, US-amerikanischer Komponist und Musikpädagoge (* 1915)
- 26. August: Carlos Paião, portugiesischer Sänger und Songwriter (* 1957)
- 27. August: Tita Galatro, argentinische Schauspielerin und Tangosängerin (* 1914)
- 27. August: Irene Higginbotham, US-amerikanische Pianistin und Songwriterin (* 1918)
- 28. August: Osvaldo Moreno, argentinischer Tangosänger und Schauspieler (* 1912)
- 28. August: Franca Raimondi, italienische Sängerin (* 1932)
- 29. August: Horace Henderson, US-amerikanischer Jazzpianist, Arrangeur und Bandleader (* 1904)
- 30. August: James Black, US-amerikanischer Rhythm-&-Blues- und Jazzmusiker (Schlagzeug, Komposition, Gesang) (* 1940)
- 30. August: Wanda Wermińska, polnische Opernsängerin (Sopran, Mezzosopran) (* 1900)
- 31. August: Lin Jaldati, niederländische Sängerin, Schauspielerin und Tänzerin (* 1912)

### September
- 02. September: Wilhelm Pfannkuch, deutscher Musikwissenschaftler und Hochschullehrer (* 1926)
- 02. September: Natalja Michailowna Prawossudowitsch, russische Komponistin (* 1899)
- 03. September: Bebop Sam Thomas, US-amerikanischer Jazzgitarrist (* um 1927)
- 05. September: Lawrence Brown, US-amerikanischer Jazzposaunist (* 1907)
- 06. September: Autry Inman, US-amerikanischer Country- und Rockabilly-Musiker (* 1929)
- 07. September: Vivi Janiss, US-amerikanische Schauspielerin und Sängerin (* 1911)
- 08. September: Mandrake, brasilianischer Perkussionist (* 1934)
- 09. September: Karl Vogt (Volkssänger), deutscher Mundartsänger (* 1926)
- 11. September: Hugh Bancroft, kanadischer Organist und Komponist (* 1904)
- 11. September: Charles Jay, französischer Komponist (* 1911)
- 11. September: Wolfgang Meyer-Tormin, deutscher Klarinettist und Komponist (* 1911)
- 12. September: Charlie Palmieri, US-amerikanischer Pianist und Orchesterleiter (* 1927)
- 12. September: Stoffel van Viegen, niederländischer Organist und Musikpädagoge (* 1916)
- 13. September: Maria Kloth, deutsche Schauspielerin und Sängerin (* 1895)
- 14. September: Artur Grenz, deutscher Komponist (* 1909)
- 14. September: Manuel Simó, dominikanischer Komponist, Dirigent und Musikpädagoge (* 1916)
- 14. September: Melle Weersma, niederländischer Jazz- und Unterhaltungsmusiker (Piano, Komposition) (* 1908)
- 17. September: Hilde Güden, österreichische Koloratursopranistin und Kammersängerin (* 1917)
- 18. September: Kurt Prestel, deutscher Chordirigent und Musikpädagoge (* 1915)
- 20. September: Sam Woodyard, US-amerikanischer Jazzschlagzeuger (* 1925)
- 21. September: Mercedes Carné, argentinische Schauspielerin und Tangosängerin (* 1908)
- 21. September: Paul Heer, deutsch-österreichischer Orgelbauer (* 1908)
- 22. September: Rezső Sugár, ungarischer Komponist und Kompositionslehrer (* 1919)
- 24. September: Rudolf Mors, deutscher Komponist (* 1920)
- 26. September: Bruce Haack, kanadischer Musiker und Komponist (* 1931)
- 27. September: J. C. Heard, US-amerikanischer Jazzschlagzeuger (* 1917)
- 28. September: Franzpeter Goebels, deutscher Pianist, Cembalist und Hochschullehrer (* 1920)
- 29. September: Lotti Tauber, Schweizer Pianistin und Komponistin (* 1944)

### Oktober
- 02. Oktober: Erich Sendel, deutscher Musiker, Organist, Pianist, Komponist und Arrangeur (* 1917)
- 07. Oktober: Kurt Honolka, deutscher Musikwissenschaftler, Journalist, Musik- und Theaterkritiker (* 1913)
- 07. Oktober: Ulysses Livingston, US-amerikanischer Jazzgitarrist (E-Bass, Gesang) (* 1912)
- 08. Oktober: Harold Dorman, US-amerikanischer Rock-and-Roll-Sänger und Komponist (* 1926)
- 08. Oktober: Edward Inge, US-amerikanischer Jazzklarinettist und -saxophonist (Alt, Tenor) sowie Arrangeur (* 1906)
- 08. Oktober: Ernst Hermann Meyer, deutscher Komponist, Musikwissenschaftler und Musiksoziologe (* 1905)
- 09. Oktober: Mousie Alexander, US-amerikanischer Jazzschlagzeuger und Perkussionist (* 1922)
- 09. Oktober: Cliff Gallup, US-amerikanischer Gitarrist (* 1930)
- 09. Oktober: Michael Minsky, russischer Sänger (* 1918)
- 11. Oktober: Buck Clarke, US-amerikanischer Perkussionist (Congas, Bongos) (* 1933)
- 12. Oktober: Kurt Fiebig, deutscher Komponist, Kirchenmusiker und Professor (* 1908)
- 12. Oktober: Wolfgang von der Nahmer, deutscher Dirigent und Hochschullehrer (* 1906)
- 15. Oktober: Kaikhosru Shapurji Sorabji, britischer Komponist, Pianist und Musikkritiker (* 1892)
- 17. Oktober: Georg Nettelmann, deutscher Jazz- und Unterhaltungsmusiker (Piano, Violine) und Orchesterleiter (* 1902)
- 17. Oktober: Josef Vlach, tschechischer Geiger und Dirigent (* 1923)
- 19. Oktober: Son House, US-amerikanischer Blues-Musiker (* 1902)
- 20. Oktober: Ilse Fuglsang-Visconti, dänische Komponistin (* 1895)
- 20. Oktober: Mogens Wöldike, dänischer Dirigent, Chorleiter und -gründer und Organist (* 1897)
- 25. Oktober: Hans Rosenwald, deutsch-US-amerikanischer Musikwissenschaftler (* 1907)
- 26. Oktober: Walter Gerstenberg, deutscher Musikwissenschaftler (* 1904)
- 26. Oktober: Sergei Juljewitsch Konjus, russischer Pianist und Komponist (* 1902)
- 27. Oktober: Rose Rauch, deutsche Schauspielerin und Sängerin (* 1912)
- 30. Oktober: Stefan Remenkow, bulgarischer Komponist und Pianist (* 1923)

### November
- 01. November: La Torcacita, mexikanische Sängerin und Schauspielerin (* 1924)
- 03. November: Felipe Arriaga, mexikanischer Sänger und Schauspieler (* 1937)
- 04. November: Grigor Jeghiasarjan, sowjetischer Komponist und Musikpädagoge (* 1908)
- 06. November: Johan Christian Castberg, norwegischer Zeichner, Maler und klassischer Geiger (* 1911)
- 09. November: Yves Baudrier, französischer Komponist (* 1906)
- 12. November: Lev Aronson, US-amerikanischer Cellist und Komponist (* 1912)
- 12. November: Tomasz Sikorski, polnischer Komponist und Pianist (* 1939)
- 13. November: Antal Doráti, ungarisch-US-amerikanischer Dirigent und Komponist (* 1906)
- 13. November: Jaromír Vejvoda, tschechischer Komponist (* 1902)
- 14. November: Warner Seelig Bass, deutsch-US-amerikanischer Musiker (* 1908)
- 14. November: Josef von Matt, Schweizer Schriftsteller, Liedtexter, Buchhändler, Verleger und Antiquar (* 1901)
- 20. November: Brigitte Lebaan, deutsche Schauspielerin und Diseuse (* 1926)
- 22. November: Cathy Carr, US-amerikanische Popsängerin (* 1936)
- 22. November: Janet Ertel, US-amerikanische Sängerin (* 1913)
- 23. November: Ğamāl Abd al-Rahīm, ägyptischer Komponist und Musikpädagoge (* 1923)
- 24. November: Irmgard Seefried, deutsche Opern- und Liedsängerin (lyrischer Sopran) (* 1919)
- 26. November: Antonio Estévez, venezolanischer Komponist (* 1916)
- 27. November: Karel Horký, tschechischer Komponist, Fagottist und Hochschullehrer (* 1909)
- 29. November: Hans Hulverscheidt, deutscher Chorleiter, Hochschullehrer und Organologe (* 1908)
- 30. November: Pannonica de Koenigswarter, Jazzmäzenin (* 1913)
- 30. November: Charlie Rouse, US-amerikanischer Tenorsaxophonist (* 1924)

### Dezember
- 01. Dezember: Carlotta Dale, US-amerikanische Swing-Sängerin (* 1915)
- 01. Dezember: Hanns Reinartz, deutscher Dirigent und Hochschullehrer (* 1911)
- 04. Dezember: Bernhard Henking, Schweizer Kirchenmusiker und Komponist (* 1897)
- 06. Dezember: Bill Harris, US-amerikanischer Jazz-, Blues- und Rhythm-&-Blues-Musiker (Gitarre) (* 1925)

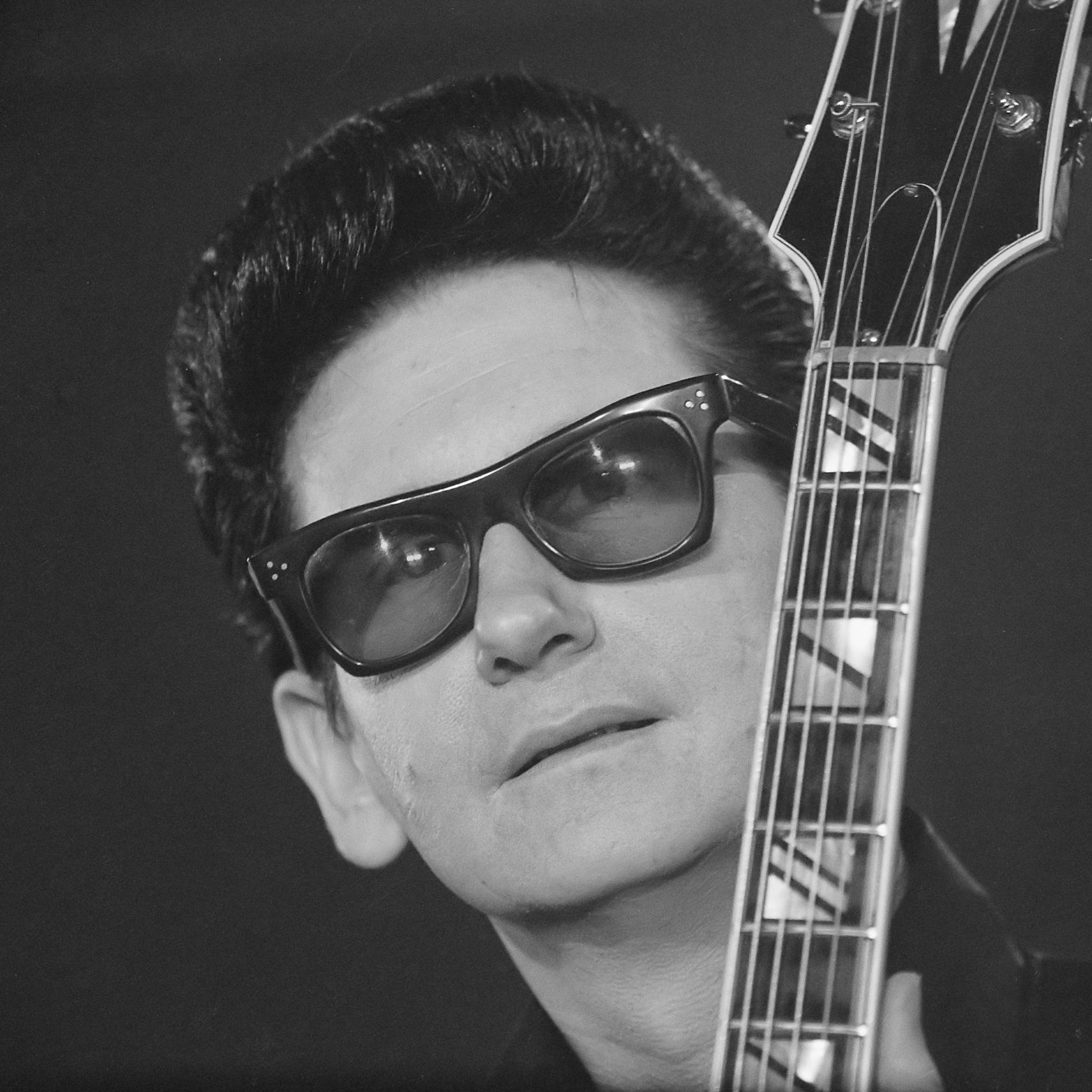
Roy Orbison; † 6. Dezember

- 06. Dezember: Roy Orbison, US-amerikanischer Country- und Rock-Sänger (* 1936)
- 08. Dezember: Gene Quill, US-amerikanischer Jazz-Altsaxophonist und Klarinettist (* 1927)
- 08. Dezember: Thore Swanerud, schwedischer Jazzmusiker (Piano, Vibraphon, Komposition) (* 1919)
- 09. Dezember: Gerhart Münch, deutscher Pianist und Komponist (* 1907)
- 13. Dezember: André Jaunet, französisch-schweizerischer Flötist und Instrumentalpädagoge (* 1911)
- 14. Dezember: Hermann Pfrogner, österreichischer Jurist, Musiktheoretiker und Hochschullehrer (* 1911)
- 16. Dezember: Sylvester James, US-amerikanischer Soul- und Discosänger, Bandleader, Songwriter und Produzent (* 1947)
- 17. Dezember: Ata Berk, deutscher Jazzschlagzeuger (* 1923)
- 17. Dezember: Seff Gessinger, deutscher Dichter und Komponist (* 1915)
- 19. Dezember: Alain Romans, französischer Jazzpianist, Komponist, Arrangeur und Bandleader (* 1905)
- 21. Dezember: Avril Coleridge-Taylor, britische Pianistin, Dirigentin und Komponistin (* 1903)
- 21. Dezember: Rosa Mas i Mallén, katalanische Violinistin und Komponistin (* 1916)
- 21. Dezember: Harald Pröglhöf, österreichischer Opernsänger (Bassbariton) (* 1920)
- 23. Dezember: Frida Kern, österreichische Komponistin und Dirigentin (* 1891)
- 25. Dezember: Jewgeni Kirillowitsch Golubew, russischer Komponist (* 1910)
- 25. Dezember: Denis Matthews, englischer Pianist, Musikpädagoge und -wissenschaftler (* 1919)
- 26. Dezember: Pablo Sorozábal, spanischer Komponist, Orchesterleiter und Pianist (* 1897)
- 27. Dezember: Wilhelm Rettich, deutscher Komponist und Dirigent (* 1892)
- 28. Dezember: Kurt Abraham, deutscher Jazzmusiker (Tenorsaxophon, Klarinette, Bandleader) (* 1921)
- 31. Dezember: Pepe Aguirre, chilenischer Tangosänger (* unbekannt)

### Genaues Todesdatum unbekannt
- Zofia Adamska, polnische Cellistin und Musikpädagogin (* 1903)
- Jerry Berkers, niederländischer Gitarrist, Bassist und Sänger (* 1947)
- Cynthia Gooding, US-amerikanische Folk-Sängerin (* 1924)
- Curtis Hobock, US-amerikanischer Country- und Rockabilly-Musiker (* 1926)
- Richard Klemm, deutscher Cellist, Komponist und Lehrer (* 1902)
- Jack Llewellyn, britischer Jazzgitarrist (* 1914)
- Enrique de Marchena y Dujarric, dominikanischer Komponist und Diplomat (* 1908)
- Günter Metz, deutscher Organist (* 1925)
- Léo Poll, französischer Komponist und Jazzpianist (* 1899)
- Louis Richardet, französischer Jazz- und Unterhaltungsmusiker (Akkordeon, Piano, Komposition) (* 1911)
- Hans-Erich Riebensahm, deutscher Pianist und Klavierpädagoge (* 1906)
- Hilde Singenstreu, deutsche Sängerin (Sopran) (* 1902)
- Alfredo Valdés, kubanischer Sänger und Bandleader (* 1910)
- Georg Windtner, österreichischer Orgelbauer (* 1916)
- Alois Wölfl, deutscher Orgelbauer (* 1906)